# Liste der Biografien/Wan
Liste der Biografien |
Portal Biografien |
Personensuche
# |
A |
B |
C |
D |
E |
F |
G |
H |
I |
J |
K |
L |
M |
N |
O |
P |
Q |
R |
S |
T |
U |
V |
W |
X |
Y |
Z |
?
 
Wa |
Wc |
Wd |
We |
Wh |
Wi |
Wj |
Wl |
Wn |
Wo |
Wr |
Ws |
Wt |
Wu |
Ww |
Wy |
Wz
 
Waa |
Wab |
Wac |
Wad |
Wae |
Waf |
Wag |
Wah |
Wai |
Waj |
Wak |
Wal |
Wam |
Wan |
Wao |
Wap |
Waq |
War |
Was |
Wat |
Wau |
Wav |
Waw |
Wax |
Way |
Waz
Die Liste der Biografien führt alle Personen auf, die in der deutschsprachigen Wikipedia einen Artikel haben. Dieses ist eine Teilliste mit 1032 Einträgen von Personen, deren Namen mit den Buchstaben „Wan“ beginnt.

## Wan
- Wan Fulin (1880–1951), chinesischer General
- Wan Hadfi Lutfan bin Haji Abdul Latif', bruneiischer Diplomat
- Wan Letian (* 2004), chinesische Schwimmerin
- Wan Muhamad Noor Matha (* 1944), thailändischer Politiker
- Wan Sofian, Rayzam Shah (* 1988), malaysischer Hürdenläufer
- Wan Waithayakon (1891–1976), thailändischer Diplomat, Präsident der 11. UN-Generalversammlung
- Wan Zack Haikal (* 1991), malaysischer Fußballspieler
- Wan, Chia-hsin (* 1993), taiwanischer Badmintonspieler
- Wan, Gang (* 1952), chinesischer Politiker und Automobil-Ingenieur
- Wan, Hin Chung (* 1995), hongkong-chinesischer Sprinter
- Wan, James (* 1977), australischer Filmregisseur, Drehbuchautor und FilmproduzentJames Wan (* 1977)

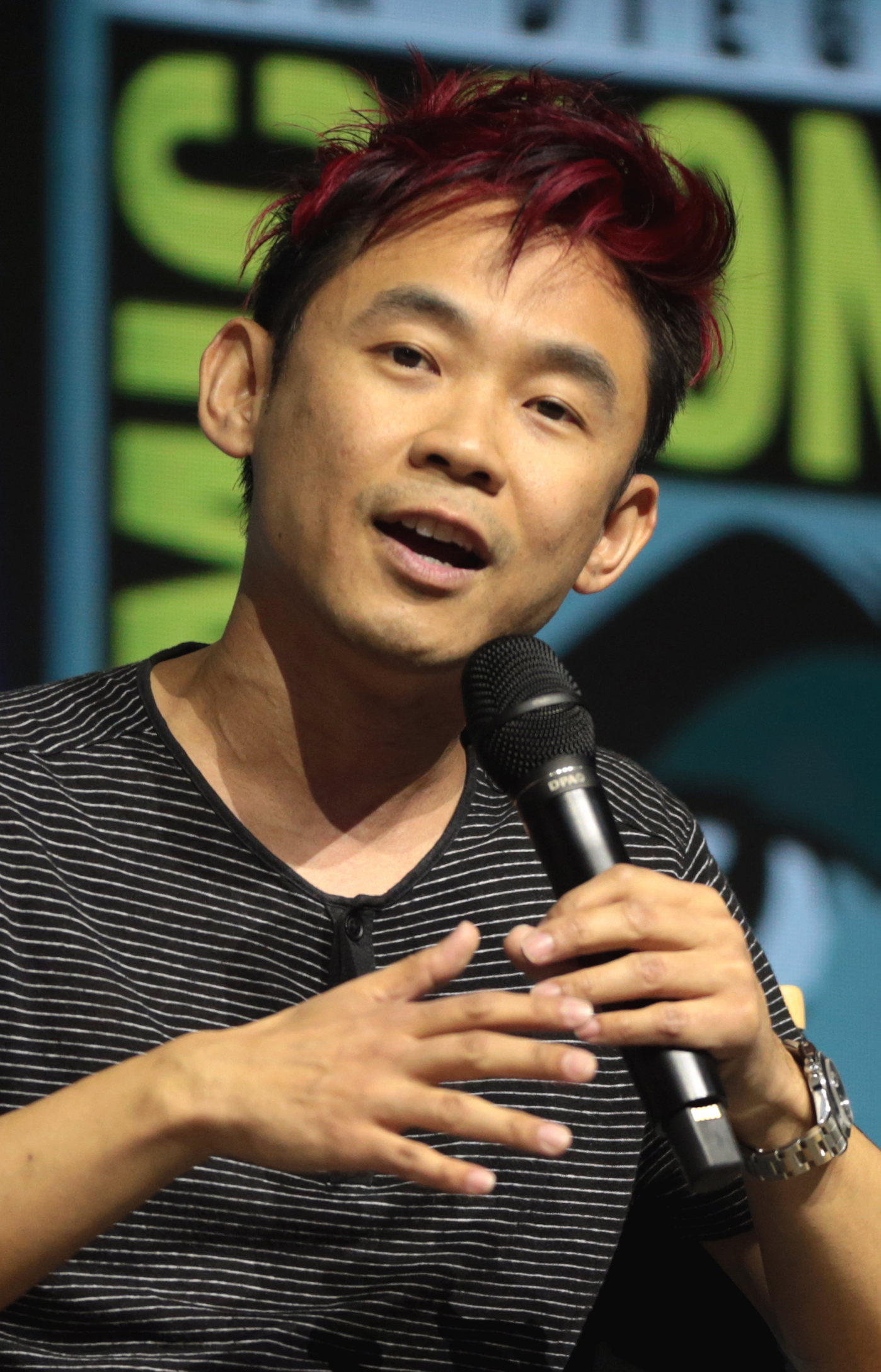
James Wan (* 1977)

- Wan, Kin Yee (* 1975), chinesische Sprinterin (Hongkong)
- Wan, Lay Chi (* 1988), singapurische Hochspringerin
- Wan, Li (1916–2015), chinesischer Politiker
- Wan, mao in (1798–1865), chinesischer Mandarin
- Wan, Runnan (* 1946), chinesischer Softwareentwickler, Unternehmer und Dissident
- Wan, Vincent, australischer Pokerspieler
- Wan, Wai Chi (* 1997), chinesischer Badmintonspieler (Macau)
- Wan, Weixing (1958–2020), chinesischer Astrophysiker, Chefwissenschaftler des chinesischen Marsprogramms, Parlamentsabgeordneter (Gesellschaft des 3. September)
- Wan, Yuan (* 1997), deutsche TischtennisspielerinYuan Wan (* 1997)

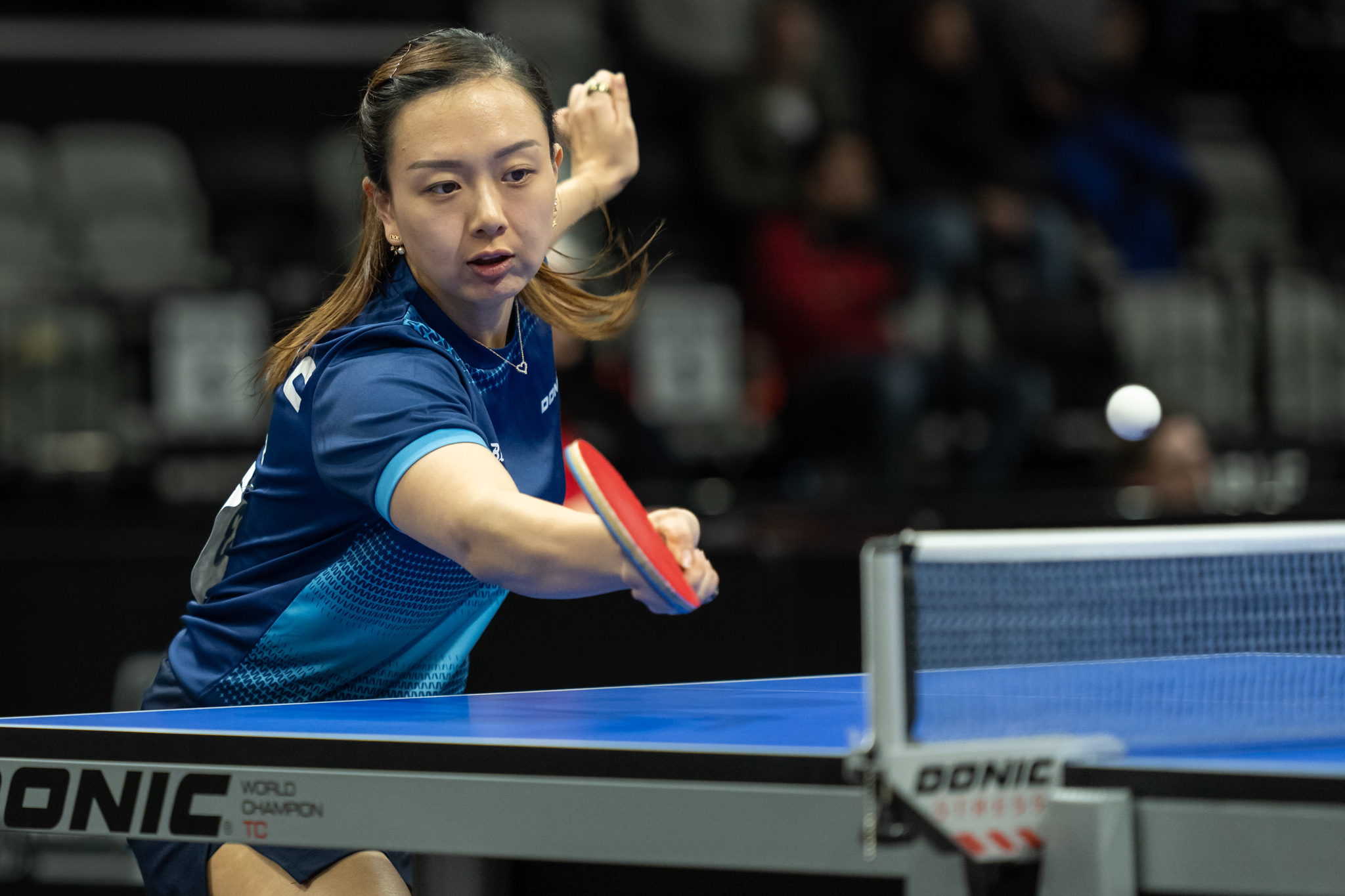
Yuan Wan (* 1997)

- Wan, Zhengwen (* 1970), chinesischer Badmintonspieler
- Wan-Bissaka, Aaron (* 1997), englischer Fußballspieler

### Wana
- Wana, Johann (1908–1950), österreichischer Fußballspieler
- Wanacki, Jakub (* 1991), polnischer Eishockeyspieler
- Wanamaker, Brad (* 1989), US-amerikanischer Basketballspieler
- Wanamaker, John (1838–1922), US-amerikanischer Kaufmann und religiöser Führer
- Wanamaker, Lewis Rodman (1863–1928), US-amerikanischer Kaufmann
- Wanamaker, Madeleine (* 1995), US-amerikanische Ruderin
- Wanamaker, Rick (* 1948), US-amerikanischer Zehnkämpfer
- Wanamaker, Rodman (1899–1976), US-amerikanischer Polospieler und Polizist
- Wanamaker, Sam (1919–1993), amerikanischer Schauspieler und Regisseur
- Wanamaker, Zoë (* 1949), britisch-US-amerikanische SchauspielerinZoë Wanamaker (* 1949)

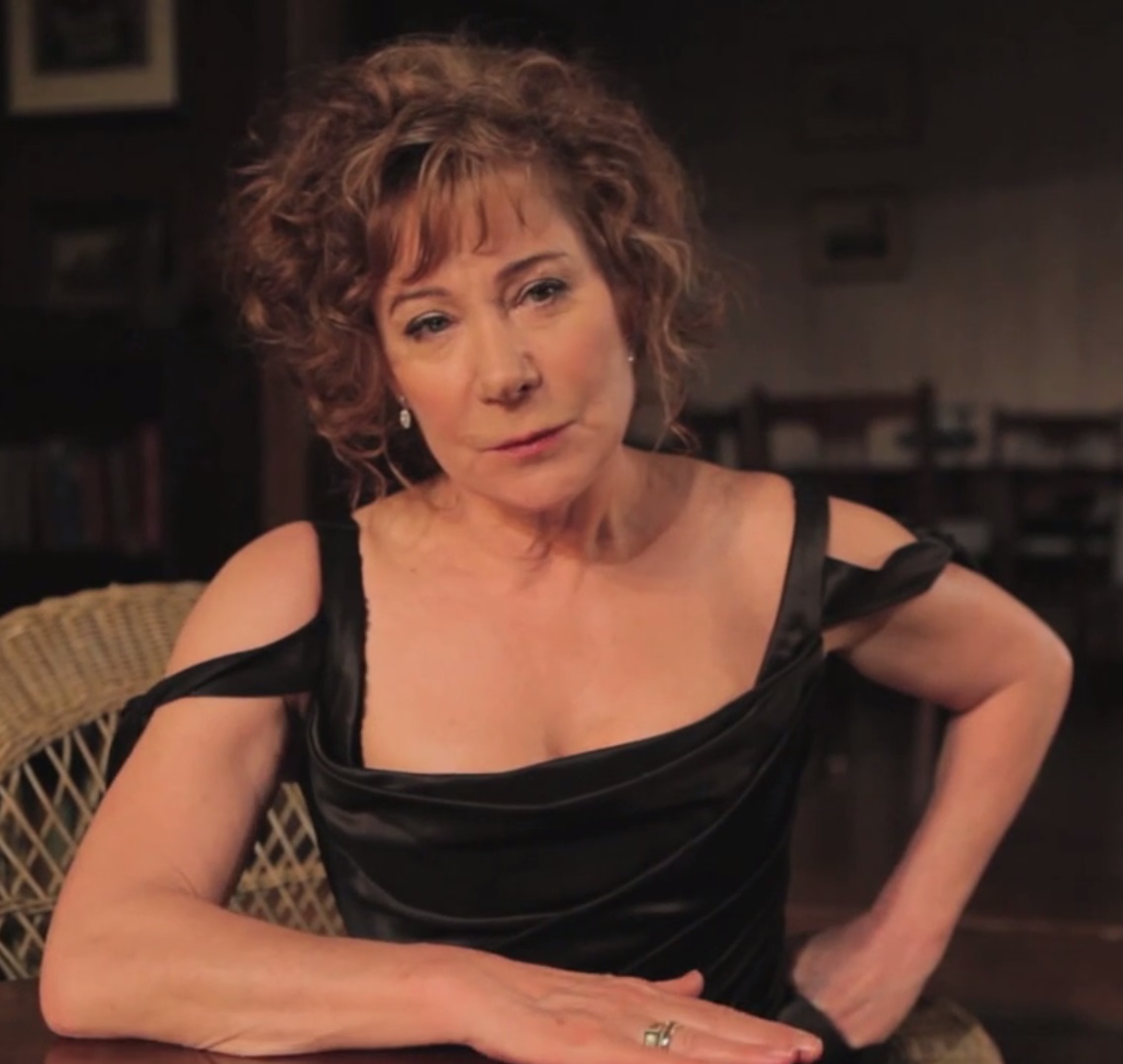
Zoë Wanamaker (* 1949)

- Wanami, Tomohiro (* 1980), japanischer Fußballspieler
- Wanat, Ewa (1962–2023), polnische Journalistin
- Wanat, Wladyslaw (* 2002), ukrainischer Fußballspieler
- Wanausek, Camillo (1906–1999), österreichischer Flötist

### Wanc
- Wancata, Johannes (* 1958), österreichischer Psychiater und Neurologe
- Wanchai Jarunongkran (* 1996), thailändischer Fußballspieler
- Wanchalerm Yingyong (* 1993), thailändischer Fußballspieler
- Wanchana Rattana (* 1984), thailändischer Fußballspieler
- Wanchat Choosong (* 2000), thailändischer Fußballspieler
- Wanchinga, Dennis Musuku (* 1947), sambischer Politiker
- Wanchoo, Niranjan Nath (1910–1982), indischer Politiker, Gouverneur von Kerala und Madhya Pradesh
- Wanchope, Paulo (* 1976), costa-ricanischer Fußballspieler
- Wanckel, Alfred (1855–1925), deutscher Architekt und Baubeamter
- Wanckel, Hermann (1895–1953), deutscher Arzt und Nationalsozialist
- Wanckel, Johannes (1553–1616), deutscher Historiker
- Wanckel, Johannes (1582–1651), deutscher Mediziner
- Wanckel, Matthias (1511–1571), deutscher evangelischer Theologe
- Wanckel, Otto (1820–1912), deutscher Architekt und Baumeister
- Wancura, Johann Thomas (1869–1939), österreichischer Bankmanager und Politiker (CSP), Abgeordneter zum Nationalrat
- Wanczek, Karl-Peter (* 1940), deutscher Chemiker (Anorganische Chemie, Analytische Chemie)

### Wand
- Wand, Arno (* 1943), deutscher römisch-katholischer Theologe, Kirchenhistoriker, Autor
- Wand, Eku (* 1963), deutscher Gestalter, Mediendesigner und Multimedia-Regisseur
- Wand, Günter (1912–2002), deutscher Dirigent
- Wand, Jens Sörensen (1875–1950), dänischer Vogelwart
- Wand, Karl (1920–2009), deutscher Botschafter
- Wand, Murray (* 1968), australischer Eishockeyspieler
- Wand, Walter Rudi (1928–1985), deutscher Jurist und Richter des Bundesverfassungsgerichts
- Wand-Danielsson, Veronika (* 1959), schwedische Diplomatin und Botschafterin
- Wand-Wittkowski, Christine (* 1960), deutsche Literaturwissenschaftlerin
- Wanda, Jürgen (* 1957), deutscher Sachbuchautor und Rundfunkmoderator
- Wandahl, Frederik (* 2001), dänischer Radrennfahrer
- Wandal, Hans (1624–1675), dänischer lutherischer Theologe und Bischof
- Wandal, Hans (1656–1710), dänischer lutherischer Theologe und Orientalist
- Wandal, Hans Iversen (1579–1641), dänischer lutherischer Theologe und Bischof
- Wandalbert, fränkischer Adliger und Herzog
- Wandalbert von Prüm (* 813), Benediktinermönch und Dichter
- Wandalkowskaja, Margarita Georgijewna (* 1932), sowjetisch-russische Historikerin und Hochschullehrerin
- Wandan, Ser-Odyn, mongolischer Sänger und Musiker
- Wandangakongu, Joseph Kesenge (1928–2021), kongolesischer Geistlicher, römisch-katholischer Bischof von Molegbe
- Wandaogo, Britta (* 1965), deutsche Regisseurin und Produzentin
- Wande, Arnold Daidalos (1924–1990), deutscher Maler und Grafiker
- Wandeir (* 1980), brasilianisch-mazedonischer Fußballspieler
- Wandel, Andrea (* 1963), deutsche Architektin
- Wandel, Armin (1913–1994), deutscher Sanitätsoffizier der Marine
- Wandel, Carl Frederik (1843–1930), dänischer Marineoffizier, Ozeanograph und Autor
- Wandel, Eckhard (* 1942), deutscher Wirtschafts- und Sozialhistoriker, Unternehmer, Manager und Unternehmensberater
- Wandel, Franz Gustav von (1858–1921), preußischer General der Infanterie
- Wandel, Fritz (1898–1956), deutscher Politiker (KPD), Widerstandskämpfer gegen den Nationalsozialismus
- Wandel, Harald (* 1951), deutscher Liedermacher, Architekt und ehemaliger Schauspieler der DEFA
- Wandel, Hubertus (1926–2019), deutscher Architekt
- Wandel, Largo († 2014), deutscher Basketballspieler
- Wandel, Laura, belgische Filmregisseurin und Drehbuchautorin
- Wandel, Martin (1892–1943), deutscher Offizier, zuletzt General der Artillerie im Zweiten Weltkrieg
- Wandel, Oskar (1873–1934), deutscher Internist
- Wandel, Paul (1905–1995), deutscher Politiker (KPD, SED), MdV, Minister für Volksbildung und Jugend der DDRPaul Wandel (1905–1995)

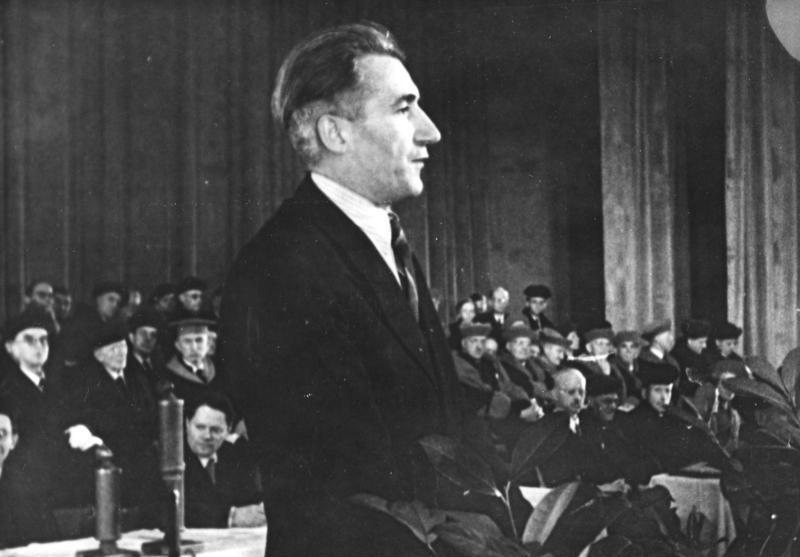
Paul Wandel (1905–1995)

- Wandel, Rüdiger (* 1953), deutscher Schauspieler
- Wandel, Uwe Jens (1943–2022), deutscher Historiker und Archivar
- Wandel, Wilhelm (1875–1931), württembergischer Oberamtmann
- Wandel-Hoefer, Rena (* 1959), deutsche Architektin und Stadtplanerin
- Wandelaar, Jan (1690–1759), niederländischer Maler, Kupferstecher und Radierer
- Wandeler, Leila (* 2006), Schweizer Fussballspielerin
- Wandeler-Deck, Elisabeth (* 1939), Schweizer Schriftstellerin
- Wandelère, Frédéric (* 1949), Schweizer Schriftsteller und Übersetzer
- Wandell, Brian (* 1953), US-amerikanischer Neurowissenschaftler
- Wandell, Tom (* 1987), schwedischer Eishockeyspieler
- Wandelt, Angela (* 1959), deutsche Architektin und Modistin
- Wandelt, Louis (1823–1871), deutscher Pianist und Musikpädagoge
- Wander, Albert (1818–1893), deutscher Gutsbesitzer und Politiker (DFP), MdR
- Wander, Albert (1867–1950), Schweizer Chemiker, Apotheker und UnternehmerAlbert Wander (1867–1950)

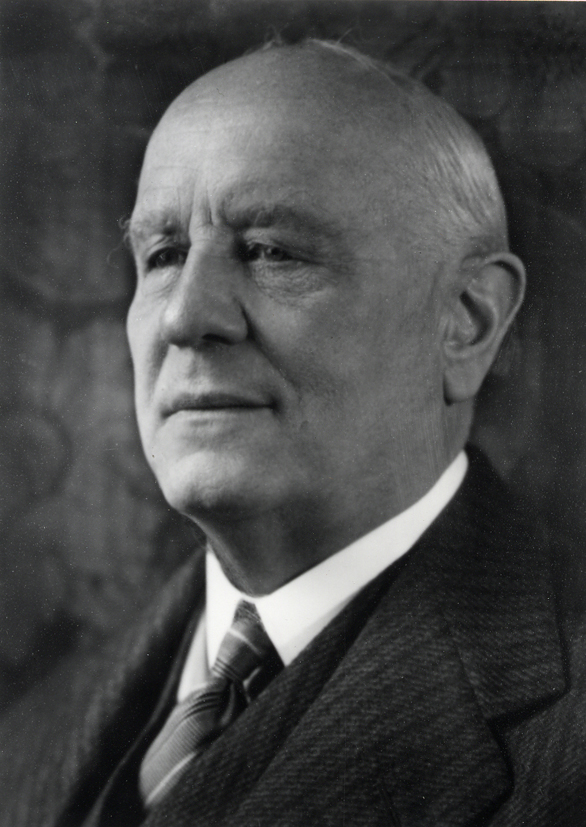
Albert Wander (1867–1950)

- Wander, Fabian (* 1927), deutscher Schauspieler und Hörspielsprecher
- Wander, Fred (1917–2006), österreichischer Schriftsteller
- Wander, Georg (1841–1897), deutsch-schweizerischer Chemiker und Industrieller
- Wander, Georges (1898–1969), Schweizer Unternehmer, Pharmazeut und Chemiker
- Wander, Gerhard (1903–1945), deutscher Jurist, Angehöriger der Wehrmacht und Judenretter
- Wander, Hans-Erik (1945–1996), deutscher Internist und Onkologe
- Wander, Karl Friedrich Wilhelm (1803–1879), deutscher Pädagoge und SprichwortsammlerKarl Friedrich Wilhelm Wander (1803–1879)

Karl Friedrich Wilhelm Wander (1803–1879)

- Wander, Maxie (1933–1977), österreichische Schriftstellerin in der DDR
- Wander, Thomas (* 1973), österreichischer Filmkomponist und Musikproduzent
- Wandera, Erasmus Desiderius (1930–2022), ugandischer Geistlicher und römisch-katholischer Bischof von Soroti
- Wandereisen, Hans, Briefmaler, Formschneider, Kriegsbildberichterstatter
- Wanderer, Franz (1901–1944), deutscher Marathonläufer
- Wanderer, Friedrich (1840–1910), deutscher Maler, Zeichner, Illustrator und Kunstschriftsteller
- Wanderer, Georg Wilhelm (1803–1863), deutscher Porträtmaler
- Wanderer, Jörg (* 1973), deutscher Fotograf und Fotokünstler
- Wanderer, Karl (1876–1945), deutscher Geologe und Paläontologe
- Wandering Spirit († 1885), Häuptling der Cree
- Wanderlan, Raimundo (* 1960), brasilianischer Kommunalpolitiker
- Wanderley (* 1988), brasilianischer Fußballspieler
- Wanderley, Germano (1845–1904), deutsch-brasilianischer Architekt und Hochschullehrer
- Wanderley, João Maurício (1815–1889), brasilianischer Politiker, Premierminister
- Wanderley, Nélson Lavenère (1909–1985), brasilianischer Generalleutnant
- Wanderley, Walter (1932–1986), brasilianischer Organist und Pianist
- Wanders, Heinz (* 1901), deutscher Graphiker, Gebrauchsgrafiker, Lithograf und Werbefachmann
- Wanders, Julien (* 1996), Schweizer Mittel- und Langstreckenläufer
- Wanders, Kris (* 1946), niederländischer Jazzmusiker
- Wanders, Lilo (* 1955), deutscher Schauspieler und TravestiekünstlerLilo Wanders (* 1955)

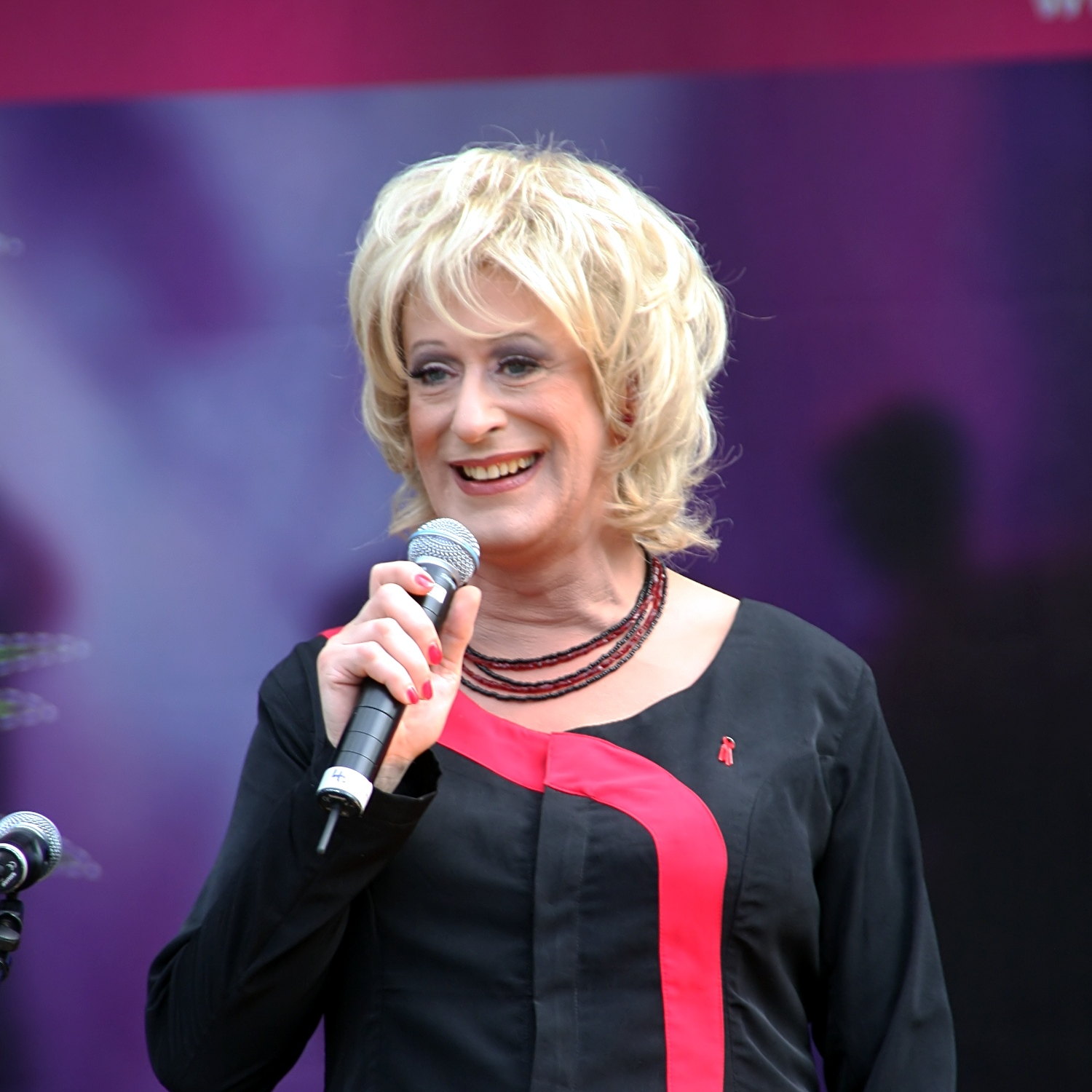
Lilo Wanders (* 1955)

- Wanders, Marcel (* 1963), niederländischer Designer
- Wanderscheck, Hermann (1907–1971), nationalsozialistischer Redakteur und Autor, bundesdeutscher Theaterkritiker
- Wandersleb, Ernst (1879–1963), deutscher Ballonfahrer, Fotograf, Physiker
- Wandersleb, Friedrich Adolf (1810–1884), deutscher Komponist und Chorleiter
- Wandersleb, Hermann (1895–1977), deutscher Politiker
- Wandersleben, Albert Georg Ferdinand (1835–1900), deutscher Reichsgerichtsrat
- Wanderwell, Aloha (1906–1996), kanadisch-amerikanische Abenteurerin, Autorin, Filmemacherin und Fliegerin
- Wanderwitz, Heinrich (* 1949), deutscher Historiker und Archivar
- Wanderwitz, Marco (* 1975), deutscher Politiker (CDU), MdBMarco Wanderwitz (* 1975)

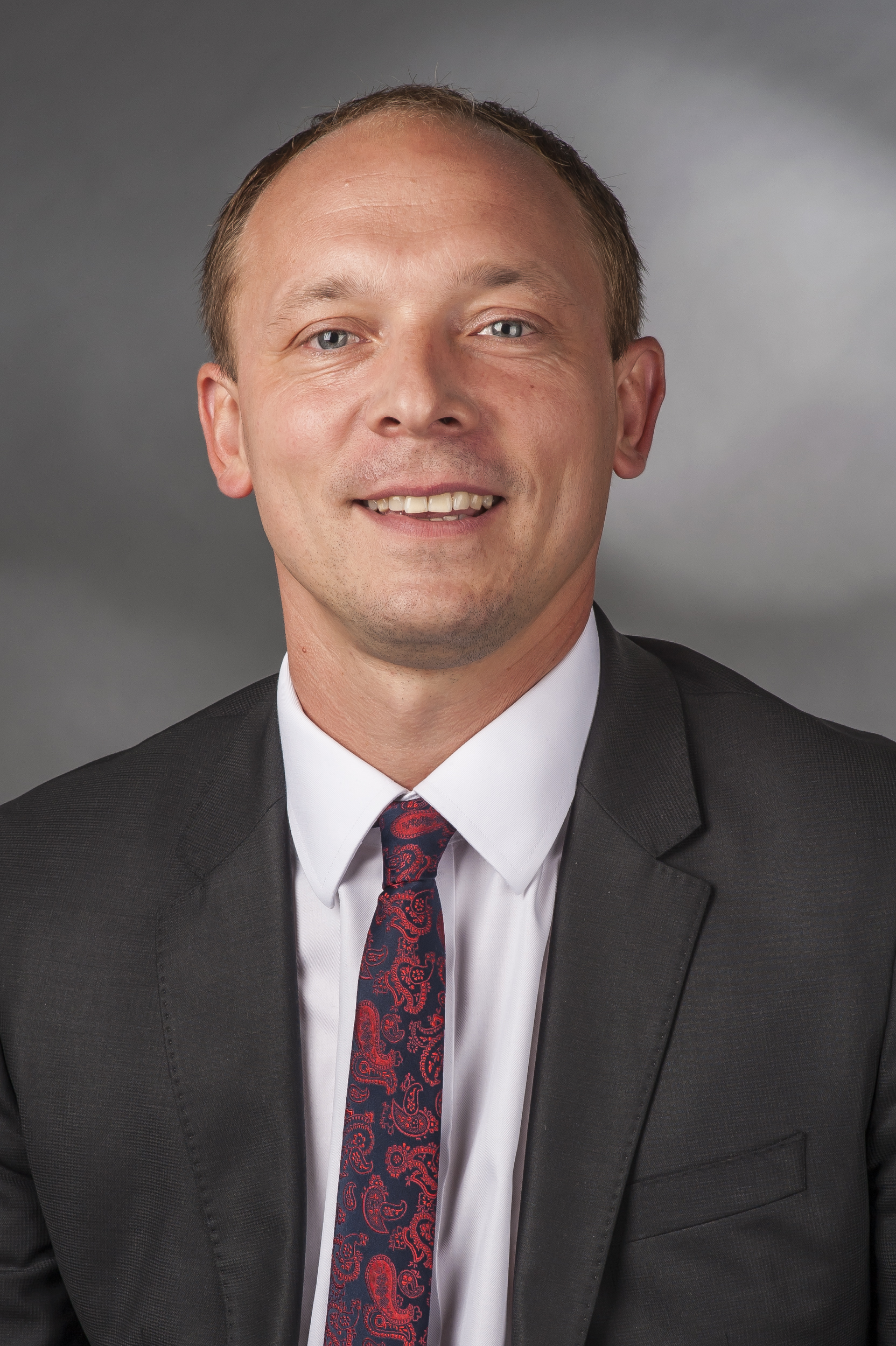
Marco Wanderwitz (* 1975)

- Wandesleben, Otto-Wilhelm (* 1912), deutscher Polizeibeamter und SS-Führer
- Wandfluh, Ernst (* 1976), Schweizer Bergbauer und Politiker (SVP)
- Wandfluh, Hansruedi (* 1952), Schweizer Politiker (SVP)
- Wandhoff, Paul Erich (1879–1934), deutscher Hochschullehrer, Professor für Markscheidewesen und Geodäsie
- Wandhoff, Rolf (1917–1995), deutscher Jurist, Regierungspräsident
- Wandia, Charity (* 1977), kenianische Mittelstreckenläuferin
- Wandinger, Franz (1897–1961), deutscher Goldschmied
- Wandinger, Hermann (1897–1976), deutscher Goldschmied und Bildhauer
- Wandinger, Ludwig (* 1995), deutscher Jazz- und Improvisationsmusiker (Schlagzeug)
- Wandinger, Nikolaus (* 1965), deutscher Theologe
- Wandke, Hans-Joachim (* 1955), deutscher Fußballspieler
- Wandke, Lukas (* 1987), deutscher Moderator und Comedian
- Wandl (* 1994), österreichischer Hip-Hop-Musiker und Musikproduzent
- Wandl, Leopold (1923–2009), österreichischer Schriftsteller
- Wandmacher, Jens, deutscher Sachbuchautor und Psychologe
- Wandmacher, Michael (* 1967), US-amerikanischer Filmkomponist
- Wandmaker, Helmut (1916–2007), deutscher Offizier während des Zweiten Weltkriegs, Unternehmer, Rohkostpionier und Buchautor
- Wandolek, Horst (* 1936), deutscher Fußballspieler
- Wandolleck, Benno (1864–1930), deutscher Sportschütze
- Wandor, Władysław (1914–2005), polnischer Radrennfahrer
- Wandou, Marthe (* 1963), kamerunische Gender- und Friedensaktivistin
- Wandratsch, Christof (* 1966), deutscher SchwimmerChristof Wandratsch (* 1966)

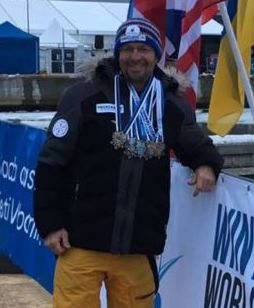
Christof Wandratsch (* 1966)

- Wandregisel († 668), Heiliger der römisch-katholischen Kirche
- Wandrei, Donald (1908–1987), US-amerikanischer Autor von SciFi-, Fantasy- und Horrorliteratur sowie Lyriker und Herausgeber
- Wandres, Carl (1858–1933), deutscher Missionar der Rheinischen Missionsgesellschaft im früheren Deutsch-Südwestafrika, heute Namibia
- Wandres, Frederic (* 1987), deutscher Dressurreiter
- Wandrey, Christian (* 1943), deutscher Chemiker und Leiter des Institutes für Biotechnologie Jülich
- Wandrey, Conrad (1887–1944), deutscher Schriftsteller und Germanist
- Wandrey, Eduard (1899–1974), deutscher Schauspieler und Synchronsprecher
- Wandrey, Horst (1929–2012), deutscher Theaterwissenschaftler und Verlagslektor
- Wandrey, Petrus (1939–2012), deutscher Künstler
- Wandrey, Rita (* 1938), deutsche Basketballspielerin
- Wandrey, Uwe (* 1939), deutscher Schriftsteller
- Wandruszka, Adam (1914–1997), österreichischer Historiker und Journalist
- Wandruszka, Maria Luisa (* 1950), österreichische Germanistin
- Wandruszka, Marina (* 1954), österreichische Schauspielerin
- Wandruszka, Mario (1911–2004), österreichischer Romanist und Sprachwissenschaftler
- Wandruszka, Ulrich (* 1941), deutscher Linguist, Romanist und Hochschullehrer
- Wandscheer, Marie (1856–1936), niederländische Blumen- und Porträtmalerin
- Wandschneider, Dieter (* 1938), deutscher Philosoph und Hochschullehrer
- Wandschneider, Erich (1899–1956), deutscher Jurist
- Wandschneider, Gerhard (1906–1981), deutscher Jurist und Kommunalpolitiker
- Wandschneider, Hajo (1925–2017), deutscher Strafverteidiger
- Wandschneider, Jonas (* 1991), dänischer Schauspieler
- Wandschneider, Kai (* 1959), deutscher Handballspieler und Handballtrainer
- Wandschneider, Thomas (* 1963), deutscher Badmintonspieler
- Wandschneider, Wilhelm (1866–1942), deutscher Bildhauer und MedailleurWilhelm Wandschneider (1866–1942)

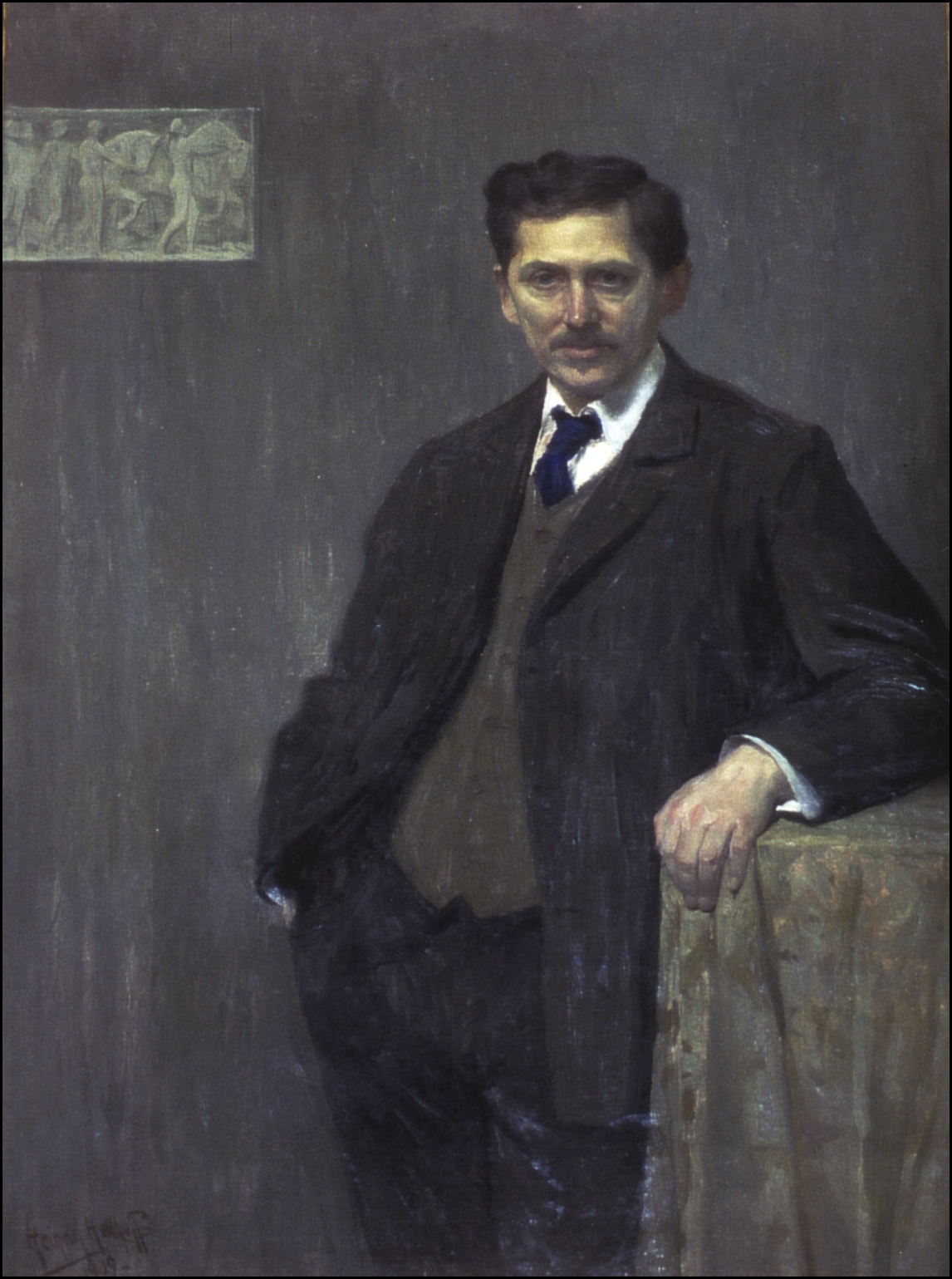
Wilhelm Wandschneider (1866–1942)

- Wandt, Heinrich (1890–1965), deutscher Autor und Publizist
- Wandt, Jakob Joseph (1780–1849), Bischof von Hildesheim
- Wandt, Manfred (* 1955), deutscher Jurist und Hochschullehrer
- Wandt, Marcus (* 1980), schwedischer Testpilot und Astronaut
- Wandtke, Artur-Axel (* 1943), deutscher Rechtswissenschaftler
- Wandtke, Axel (* 1959), deutscher Schauspieler, Sprecher und Theaterregisseur
- Wandtke, Hanne (* 1939), deutsche Tänzerin und Choreografin
- Wandtke, Igor (* 1990), deutscher Judoka
- Wandycz, Piotr (1923–2017), polnisch-US-amerikanischer Historiker
- Wandyschew, Alexei, russischer Pokerspieler
- Wandzik, Józef (* 1963), polnischer Fußballtorhüter

### Wane
- Wane, El-Ghassim (* 1959), mauretanischer Politikwissenschaftler und Hochschullehrer, UN-Diplomat
- Wane, Souleymane (* 1976), senegalesisch-US-amerikanischer Basketballspieler
- Wane, Taylor (* 1968), britische Pornodarstellerin, Regisseurin und ModelTaylor Wane (* 1968)

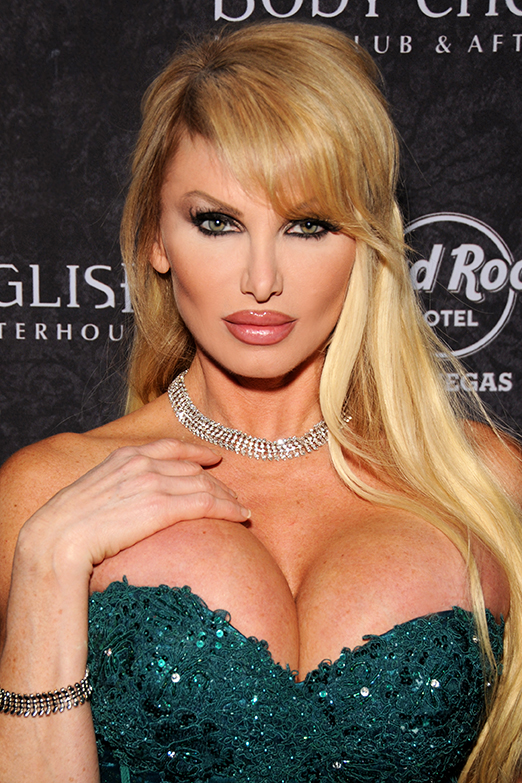
Taylor Wane (* 1968)

- Waneck, Friedrich (1880–1923), österreichischer Politiker (GdP), Abgeordneter zum Nationalrat
- Waneck, Reinhart (* 1945), österreichischer Arzt und Politiker (FPÖ)
- Waneck, Wilhelm (* 1909), Person im Reichssicherheitshauptamt
- Wanejew, Anatoli Alexandrowitsch (1872–1899), russischer Revolutionär
- Wanek, Friedrich K. (1929–1991), deutsch-rumänischer Komponist
- Wanek, Margit, österreichische Tischtennisspielerin
- Wanek, Roland (* 1959), deutscher Bergrennfahrer im Automobilsport
- Waner, Lloyd (1906–1982), US-amerikanischer Baseballspieler
- Waner, Paul (1903–1965), US-amerikanischer Baseballspieler
- Wanessa (* 1982), brasilianische Sängerin
- Wanesse, Kiam (* 2001), neukaledonischer Fußballspieler
- Wanezjan, Artur (* 1979), armenischer Politiker, Chef des Nationalen Sicherheitsdienstes der Republik Armenien, Präsident des armenischen Fußballverbandes

### Wang
- Wang, chinesische Kaiserin der Wei-Dynastie
- Wang († 21), Kaiserin der chinesischen Xin-Dynastie

##### Wang C
- Wang Can (* 1994), chinesischer Poolbillardspieler
- Wang Changhao (* 2002), chinesischer Schwimmer
- Wang Chao (* 1960), chinesischer Politiker
- Wang Chong Lin, Raymond (1921–2010), chinesischer Geistlicher, Priester der Untergrundkirche und Bischof von Zhao
- Wang Chong-yi, Anicetus Andrew (1919–2017), chinesischer Bischof der katholischen Kirche
- Wang Chongwei (* 1988), chinesischer Eishockeyspieler

##### Wang D
- Wang Dahai (* 1976), chinesischer Eishockeyspieler
- Wang Dayuan (1311–1350), chinesischer Kaufmann und Seefahrer
- Wang Dian Duo, Joseph (1921–2004), katholischer Bischof
- Wang Dong (* 1981), chinesischer Fußballspieler
- Wang Dongxing (1916–2015), chinesischer kommunistischer Politiker

##### Wang E
- Wang E, chinesischer Maler der Ming-Zeit

##### Wang F
- Wang Fei (* 1990), chinesische Fußballspielerin

##### Wang G
- Wang Gang (* 1942), chinesischer Politiker (Volksrepublik China)
- Wang Guangmei (1921–2006), chinesische Politikerin und Ehefrau des chinesischen Präsidenten Liu Shaoqi
- Wang Guosheng (* 1956), chinesischer Politiker in der Volksrepublik China

##### Wang H
- Wang Hao (* 1966), chinesischer Tischtennisspieler
- Wang Hao (* 1983), chinesischer TischtennisspielerWang Hao (* 1983)

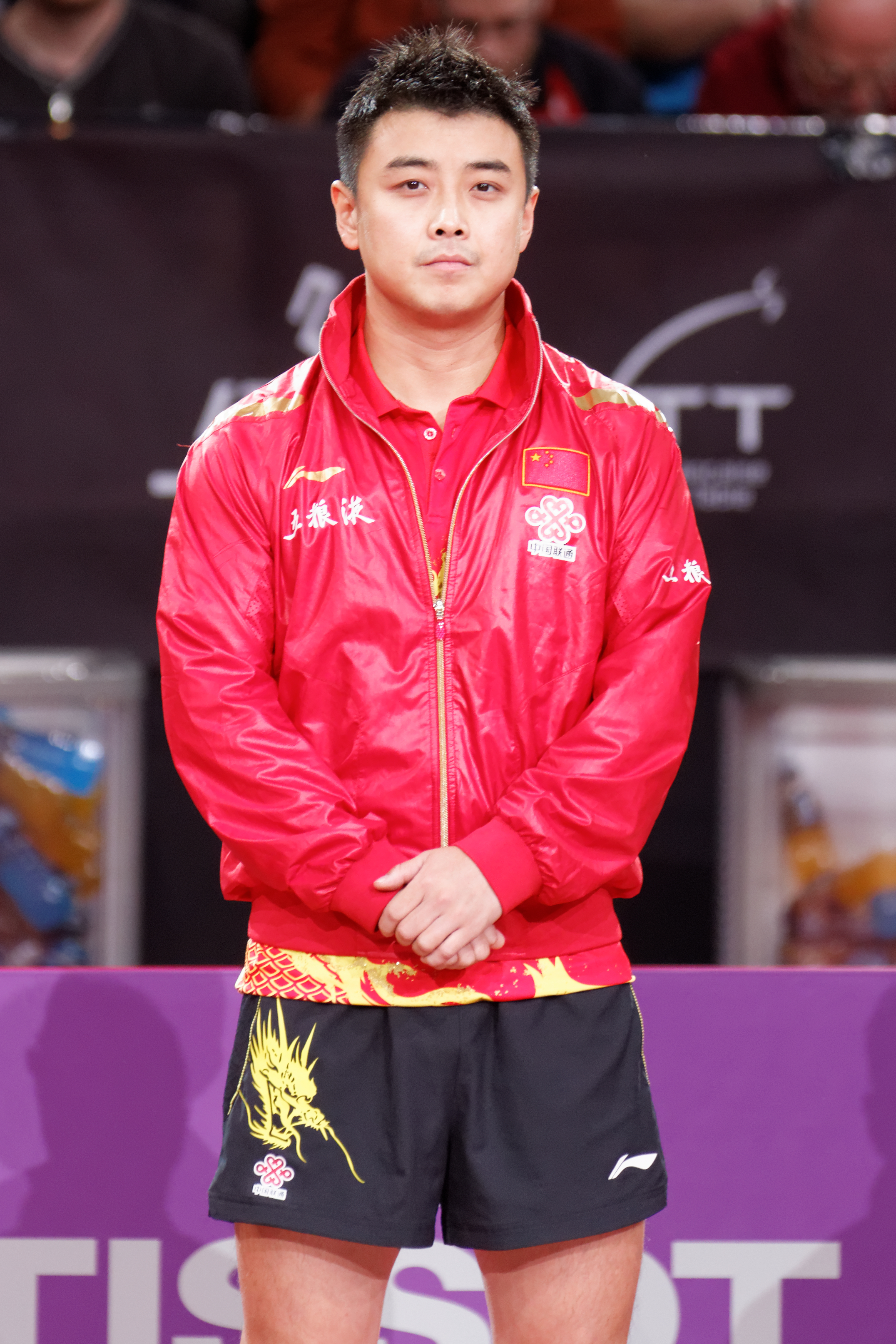
Wang Hao (* 1983)

- Wang Hongju (* 1945), chinesischer Politiker
- Wang Hongni (* 1982), chinesische Triathletin
- Wang Hui (1632–1717), chinesischer Maler
- Wang Huiyuan (* 1960), chinesischer Tischtennisspieler
- Wang Huning (* 1955), chinesischer Politiker in der Volksrepublik China

##### Wang J
- Wang Jian, chinesischer General während der Herrschaft der Qin-Dynastie
- Wang Jingxia (* 1976), chinesische Fußballspielerin
- Wang Jun (* 1952), chinesischer Politiker, Gouverneur von Shanxi (seit 2008)

##### Wang K
- Wang Ki-chun (* 1988), südkoreanischer Judoka

##### Wang L
- Wang Lang (152–228), chinesischer Beamter der Han-Dynastie und zur Zeit der Drei Reiche
- Wang Lequan (* 1944), chinesischer Politiker (Volksrepublik China)
- Wang Li (1900–1986), chinesischer Sprachwissenschaftler
- Wang Lijuan (* 2003), chinesische Radrennfahrerin
- Wang Linlin (* 2000), chinesische Fußballspielerin
- Wang Liping (* 1973), chinesische Fußballspielerin

##### Wang M
- Wang Mang (45 v. Chr.–23), Kaiser von ChinaWang Mang (45 v. Chr.–23)

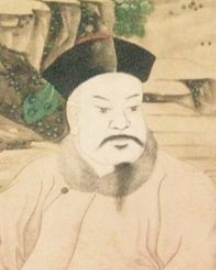
Wang Mang (45 v. Chr.–23)

- Wang Meng (* 1934), chinesischer Schriftsteller
- Wang Ming (1904–1974), chinesischer Politiker
- Wang Mingjuan (* 1985), chinesische Gewichtheberin

##### Wang P
- Wang Pei-rong (* 1985), taiwanische Badmintonspielerin
- Wang Po-hsiang (* 2000), taiwanischer Eishockeyspieler

##### Wang Q
- Wang Quanzhang (* 1976), chinesischer Rechtsanwalt, Dissident und Menschenrechtsaktivist

##### Wang S
- Wang Sanyun (* 1952), chinesischer Politiker, Parteichef Gansu (seit 2011)
- Wang Shengjun (* 1946), chinesischer Jurist, Präsident des chinesischen Volksgerichtshofes
- Wang Shu-Ming (1905–1998), chinesischer Luftwaffengeneral und Diplomat
- Wang Shuang (* 1995), chinesische Fußballspielerin
- Wang Shun (* 1994), chinesischer Schwimmer

##### Wang T
- Wang Tao (* 1967), chinesischer Tischtennisspieler

##### Wang W
- Wang Wenli (* 1971), chinesische Diplomatin, Botschafterin der VR China in Osttimor
- Wang Wenlu (1532–1605), konfuzianischer Gelehrter

##### Wang X
- Wang Xianbo (* 1976), chinesische Judoka
- Wang Xiankui (* 1952), chinesischer Politiker
- Wang Xiaohui (* 1957), chinesische Fotografin und Buchautorin
- Wang Xiaojun (* 1959), chinesischer Generalmajor
- Wang Xiaoming (* 1963), französische Tischtennisspielerin chinesischer Abstammung
- Wang Xiaoning (* 1950), chinesischer Ingenieur und Dissident
- Wang Xiuting (* 1965), chinesische Langstreckenläuferin
- Wang Xizhi (307–365), chinesischer Kalligraf
- Wang Xueer (* 1998), chinesische Schwimmerin

##### Wang Y
- Wang Yan, chinesischer Philosoph
- Wang Yan (* 1971), chinesische Geherin
- Wang Yang (* 1982), chinesischer Eishockeyspieler
- Wang Yang (* 1990), slowakischer Tischtennisspieler
- Wang Yi (* 1953), chinesischer Politiker, Diplomat und Direktor des Büros der Zentralen Kommission für auswärtige AngelegenheitenWang Yi (* 1953)

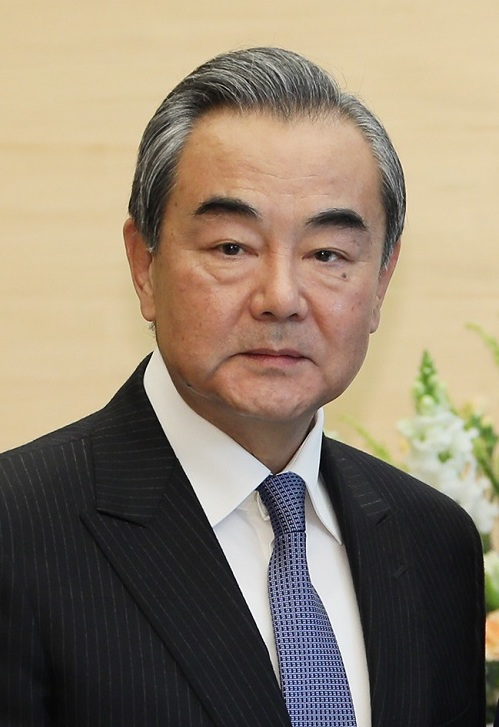
Wang Yi (* 1953)

- Wang Yimei (* 1988), chinesische Volleyballspielerin
- Wang Yip Tang (* 1984), chinesischer Radrennfahrer
- Wang Yu (* 1971), chinesische Rechtsanwältin
- Wang Yu-jung, Joseph (1931–2018), chinesischer Geistlicher, römisch-katholischer Bischof von Taichung
- Wang Yue (* 1991), chinesische Biathletin
- Wang Yupu (1956–2020), chinesischer Politiker
- Wang Yuwei (* 1991), chinesische Ruderin

##### Wang Z
- Wang Zhaoguo (* 1941), chinesischer Politiker in der Volksrepublik China
- Wang Zhen (1271–1368), chinesischer Erfinder, Agronom, Schriftsteller und Politiker
- Wang Zhenyi (* 1924), chinesischer Mediziner
- Wang Zhi (173 v. Chr.–126 v. Chr.), chinesische Kaiserin zur Zeit des Kaisers Han Jingdi der Han-Dynastie
- Wang Zhihuan (688–742), chinesischer Dichter
- Wang Zhiqiang (* 1986), chinesischer Eishockeyspieler
- Wang Zifeng (* 1997), chinesische Ruderin

#### Wang, A – Wang, Z

##### Wang, A
- Wang, Alexander (* 1983), US-amerikanischer Modeschöpfer
- Wang, Alexandr (* 1997), Gründer und CEO
- Wang, An (1920–1990), US-amerikanischer Computerentwickler und Erfinder
- Wang, Annie (* 2002), US-amerikanische Schachspielerin
- Wang, Anshi (1021–1086), chinesischer Reformer
- Wang, Anshun (* 1957), chinesischer Politiker, Bürgermeister von Peking
- Wang, Anyi (* 1954), chinesische Schriftstellerin
- Wang, Aoran (* 1997), chinesischer Tennisspieler
- Wang, Asbjørn (1899–1966), norwegischer Schwimmer

##### Wang, B
- Wang, Beixing (* 1985), chinesische Eisschnellläuferin
- Wang, Ben (* 2000), chinesisch-US-amerikanischer SchauspielerBen Wang (* 2000)

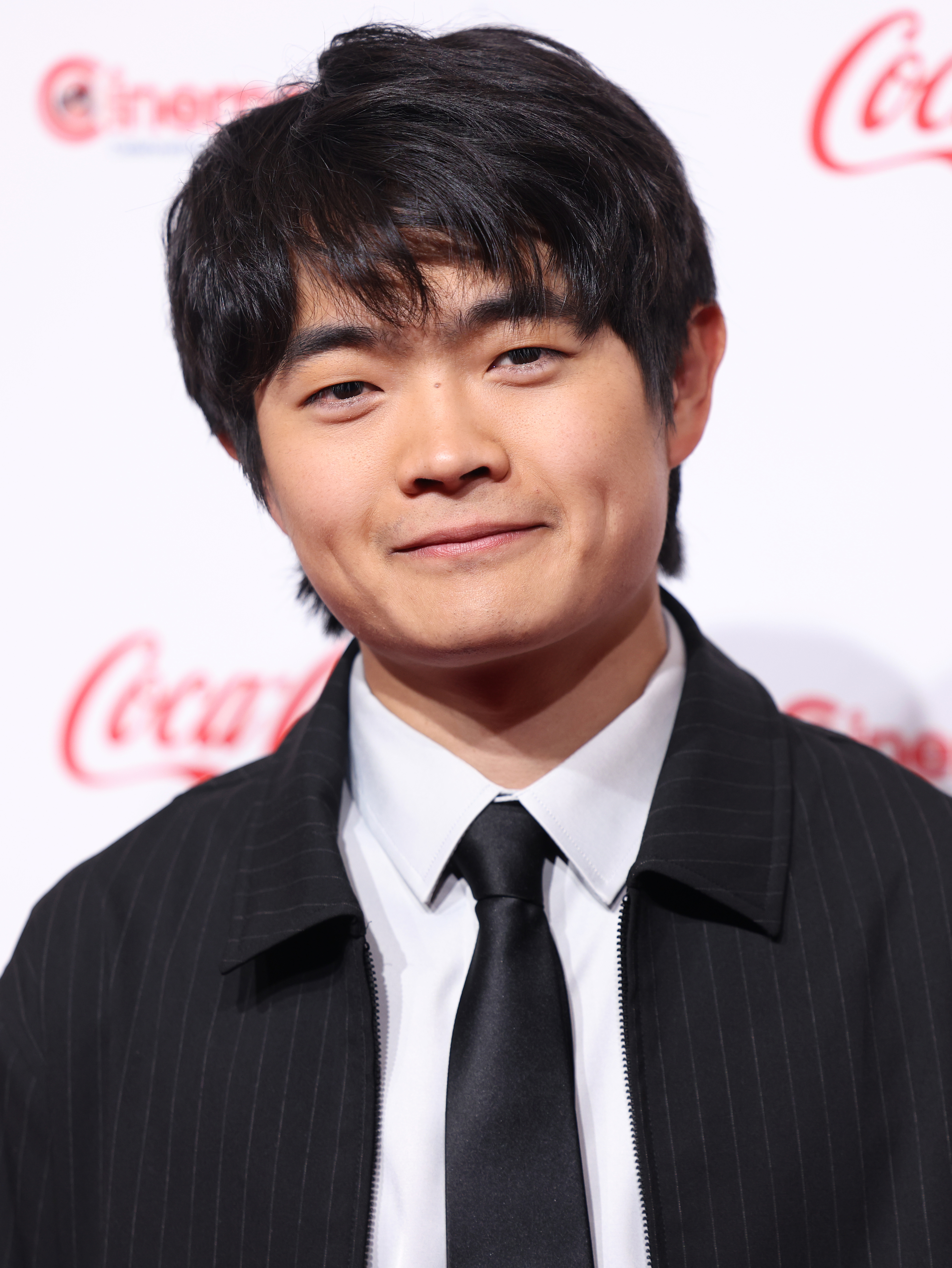
Ben Wang (* 2000)

- Wang, Bi (226–249), chinesischer Philosoph
- Wang, Bing (* 1967), chinesischer Filmregisseur
- Wang, Bingqian (* 1925), chinesischer Politiker
- Wang, Bingyu (* 1984), chinesische Curlerin

##### Wang, C
- Wang, Can (177–217), chinesischer Beamter, Gelehrter und Dichter
- Wang, Caroline (* 1980), österreichische Bodybuilderin
- Wang, Chang (* 2001), chinesischer Badmintonspieler
- Wang, Chen (* 1950), chinesischer Politiker in der Volksrepublik China
- Wang, Chen (* 1974), US-amerikanische Tischtennisspielerin
- Wang, Chen (* 1976), chinesische Badmintonspielerin
- Wang, Chen (* 1990), chinesischer Hochspringer
- Wang, Chen-yu (* 1999), taiwanischer Zehnkämpfer
- Wang, Cheng-pang (* 1987), taiwanischer Bogenschütze
- Wang, Chengyi (* 1983), chinesische Sportschützin
- Wang, Cher (* 1958), taiwanische Unternehmerin und Philanthropin
- Wang, Chi (* 1967), chinesischer Astrophysiker, Direktor des Nationalen Zentrums für Weltraumwissenschaften
- Wang, Chi Che (1894–1979), chinesischstämmige Biochemikerin
- Wang, Chi Chien (1907–2003), chinesisch-amerikanischer Maler und Kunstsammler
- Wang, Chi-lin (* 1995), taiwanischer Badmintonspieler
- Wang, Chia-min (* 1983), taiwanischer Badmintonspieler
- Wang, Chieh, taiwanische Fußballschiedsrichterin
- Wang, Chieh-fu (* 1993), taiwanischer Tennisspieler
- Wang, Chien-ming (* 1980), taiwanischer Baseballspieler
- Wang, Chien-shien (* 1938), taiwanischer Politiker (erst Kuomintang, später Xindang) und Finanzexperte
- Wang, Chih-hao (* 1993), taiwanischer Badmintonspieler
- Wang, Chiu-Hwa (1925–2021), taiwanische Architektin und Hochschullehrerin
- Wang, Chong (* 27), chinesischer Philosoph der Han-Zeit
- Wang, Chong (* 1982), chinesischer Regisseur
- Wang, Chuanfu (* 1966), chinesischer ManagerWang Chuanfu (* 1966)

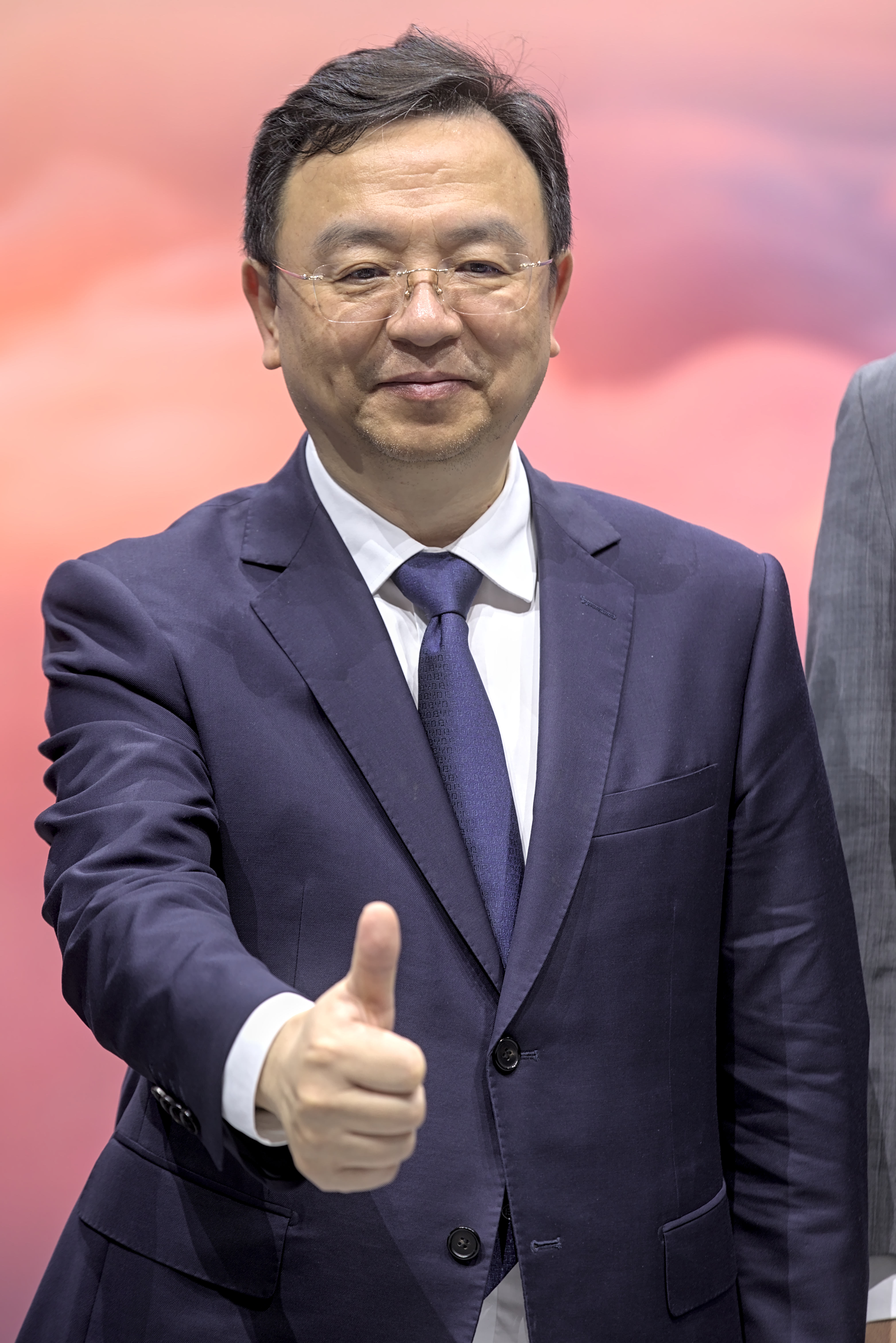
Wang Chuanfu (* 1966)

- Wang, Chuhan (* 1992), chinesischer Tennisspieler
- Wang, Chun (* 1982), maltesischer Krypto-Milliardär, Investor, Unternehmer und Raumfahrer
- Wang, Ch’ung-hui (1881–1958), chinesischer Jurist, Politiker und Diplomat
- Wang, Chunli (* 1983), chinesische Biathletin
- Wang, Chunlu (* 1978), chinesische Shorttrack-Eisschnellläuferin und -Trainerin
- Wang, Chunyu (* 1995), chinesische Mittelstreckenläuferin
- Wang, Chuqin (* 2000), chinesischer Tischtennisspieler
- Wang, Chuyi (1142–1217), chinesischer Daoist der Quanzhen-Schule
- Wang, Cilli (1909–2005), österreichische Kabarettistin und Tänzerin
- Wang, Ciyue (* 1999), chinesische Synchronschwimmerin

##### Wang, D
- Wang, Daiyu, chinesischer muslimischer Gelehrter
- Wang, Dan (* 1969), chinesischer Studentenanführer und Dissident
- Wang, Danfeng (1924–2018), chinesische Schauspielerin
- Wang, Daniel I-Chyau (1936–2020), chinesisch-US-amerikanischer Biochemieingenieur
- Wang, Danni (* 1993), chinesische Tennisspielerin
- Wang, Daohan (1915–2005), chinesischer Politiker
- Wang, De-Bao (1918–2002), chinesischer Biochemiker
- Wang, Dou (* 1993), chinesische Hürdenläuferin
- Wang, Du (* 1956), chinesischer Künstler
- Wang, Dulu (1909–1977), chinesischer Schriftsteller
- Wang, Dylan (* 1998), chinesischer SchauspielerDylan Wang (* 1998)

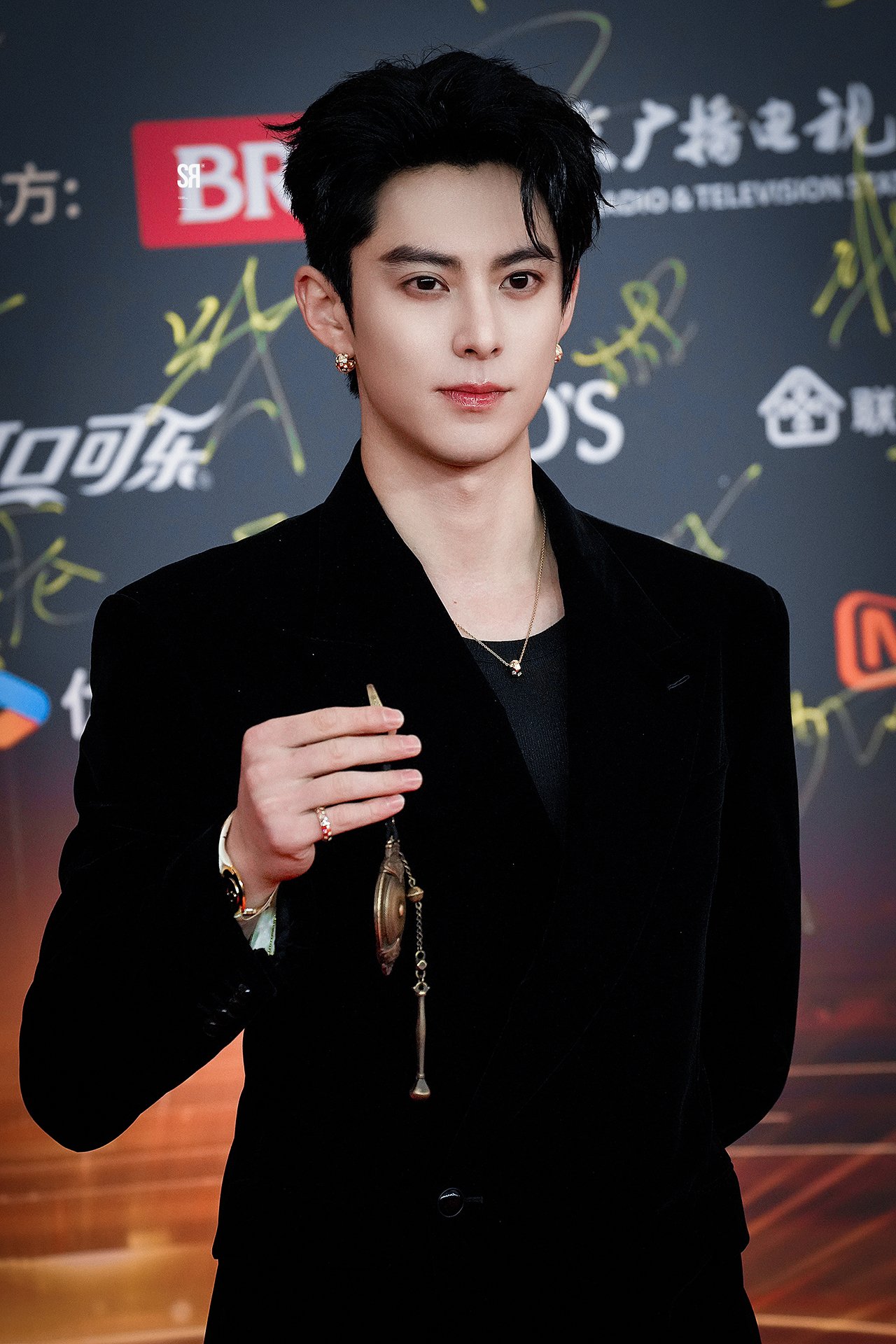
Dylan Wang (* 1998)

##### Wang, E
- Wang, Ed (* 1987), chinesisch-US-amerikanischer American-Football-Spieler
- Wang, Ellen Andrea (* 1986), norwegische Jazzmusikerin (Kontrabass, Gesang, Komposition)
- Wang, Enmao (1912–2001), chinesischer Politiker und Militärperson
- Wang, Eugene (* 1985), kanadischer Tischtennisspieler chinesischer Abstammung
- Wang, Evelyn Taocheng (* 1981), chinesische Künstlerin

##### Wang, F
- Wang, Fan (* 1994), chinesische Beachvolleyballspielerin
- Wang, Fang (* 2000), chinesische Diskuswerferin
- Wang, Fanxi (1907–2002), chinesischer Trotzkist
- Wang, Fei (* 1981), chinesische Beachvolleyballspielerin
- Wang, Fei (* 1982), chinesische Eisschnellläuferin
- Wang, Feng (* 1979), chinesischer Wasserspringer
- Wang, Fengchun (* 1982), chinesischer Curler
- Wang, Florentinus, deutscher Orgelbauer
- Wang, Foh-San († 1993), chinesischer Physiker
- Wang, Frank (* 1980), chinesischer Ingenieur und Robotikunternehmer
- Wang, Fuzhi (1619–1692), chinesischer Philosoph, politischer Analyst, und Historiker
- Wang, Fuzhou (1935–2015), chinesischer Bergsteiger

##### Wang, G
- Wang, Ganchang (1907–1998), chinesischer Physiker
- Wang, Garrett (* 1968), US-amerikanischer SchauspielerGarrett Wang (* 1968)

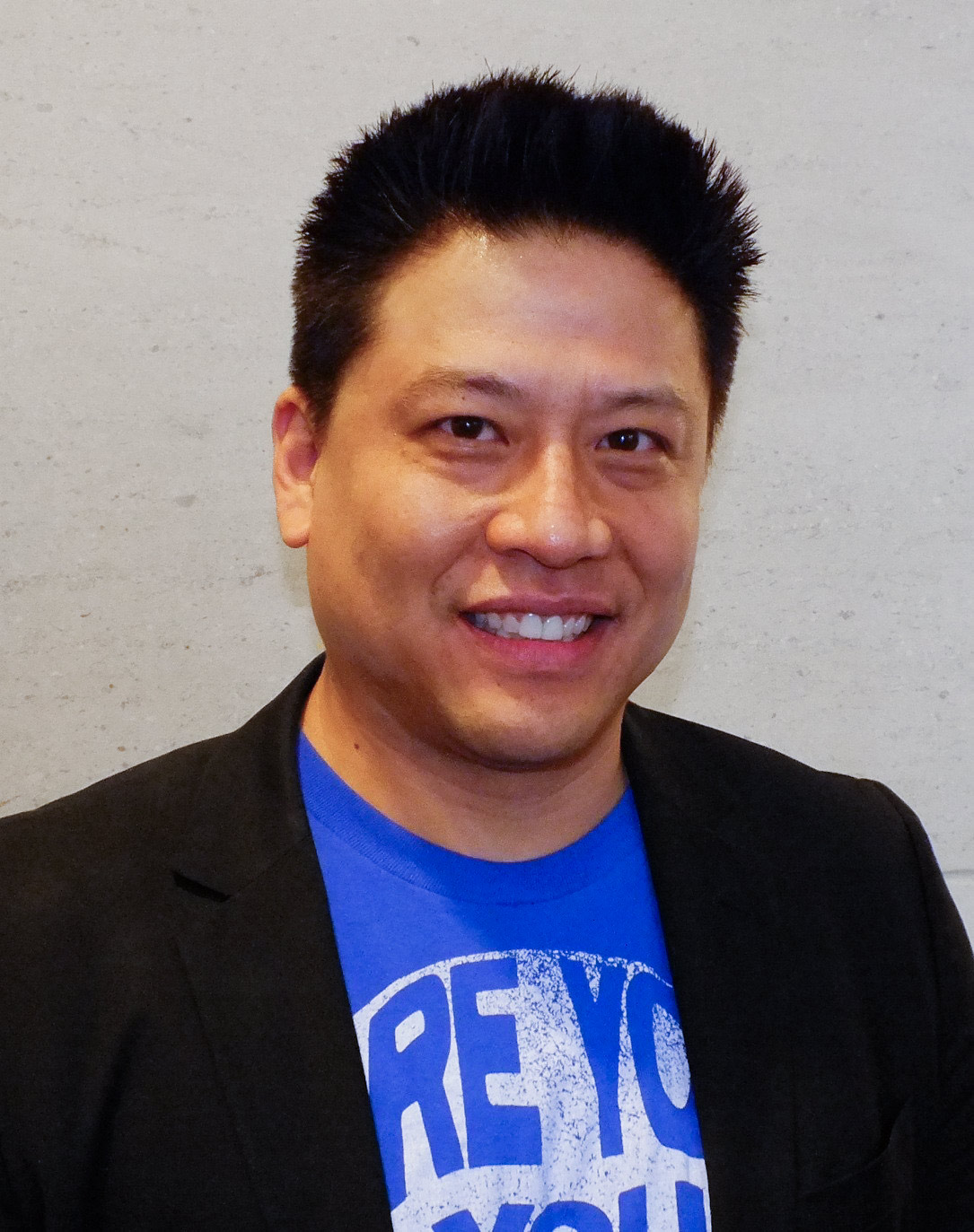
Garrett Wang (* 1968)

- Wang, George (1918–2015), chinesischer Schauspieler
- Wang, Gong (* 1048), chinesischer Dichter und Maler
- Wang, Gongquan (* 1961), chinesischer Millionär
- Wang, Guangyi (* 1957), chinesischer Maler
- Wang, Guifang (* 1962), chinesische Eisschnellläuferin
- Wang, Guozhang, chinesischer Bahn- und Straßenradrennfahrer

##### Wang, H
- Wang, Haibin (* 1973), chinesischer Florettfechter
- Wang, Han (* 1991), chinesische Wasserspringerin
- Wang, Hanbin (* 1925), chinesischer Politiker (Volksrepublik China)
- Wang, Hannah (* 1989), australische Schauspielerin
- Wang, Hao (1921–1995), chinesischer Mathematiker und Philosoph
- Wang, Hao (* 1989), chinesischer Schachspieler
- Wang, Hao (* 1989), chinesischer Geher
- Wang, Hao (* 1992), chinesische Wasserspringerin
- Wang, Hee-kyung (* 1970), südkoreanische Bogenschützin
- Wang, Hong (* 1965), chinesische Bogenschützin
- Wang, Hongwen († 1992), chinesischer Politiker, Mitglied der Viererbande
- Wang, Hongzhang, chinesischer Bankier und Unternehmer
- Wang, Houde (* 1933), chinesischer Politiker (Volksrepublik China)
- Wang, Hsien Chung (1918–1978), chinesisch-US-amerikanischer Mathematiker
- Wang, Hui (* 1959), chinesischer Literaturwissenschaftler und Hochschullehrer
- Wang, Hui (* 1978), chinesische Tischtennisspielerin
- Wang, Hui-Ling (* 1964), taiwanische Drehbuchautorin
- Wang, Huifeng (* 1968), chinesische Florettfechterin
- Wang, Hung-hsiang (* 1981), taiwanischer Poolbillardspieler

##### Wang, I
- Wang, Ignatius Chung (* 1934), US-amerikanischer Geistlicher, emeritierter Weihbischof in San Francisco
- Wang, Iris (* 1994), US-amerikanische Badmintonspielerin

##### Wang, J
- Wang, Jackson (* 1994), hongkong-chinesischer Rapper und Sänger
- Wang, Jane (* 1957), britisch-amerikanische Kontrabassistin und Komponistin
- Wang, Jerry H.-C. (* 1937), taiwanischer Biochemiker
- Wang, Jiali (* 1986), chinesische Langstreckenläuferin
- Wang, Jianan (* 1983), kongolesischer Tischtennisspieler
- Wang, Jianan (* 1993), chinesischer Fußballspieler
- Wang, Jianan (* 1996), chinesischer Weitspringer
- Wang, Jianlin (* 1954), chinesischer Unternehmer
- Wang, Jianqiang (* 1955), chinesischer Tischtennisspieler
- Wang, Jianwei (* 1958), chinesischer Konzeptkünstler
- Wang, Jianxun (* 1981), chinesischer Skispringer
- Wang, Jianzhong (1933–2016), chinesischer Komponist und Pianist
- Wang, Jiao (* 1983), chinesische Freestyle-Skisportlerin
- Wang, Jiao (* 1988), chinesische Ringerin
- Wang, Jiaocheng (* 1952), chinesischer General der Volksbefreiungsarmee
- Wang, Jiaqi (* 2002), chinesische Tennisspielerin
- Wang, Jie (* 1983), chinesische Beachvolleyballspielerin
- Wang, Jin-pyng (* 1941), taiwanischer Politiker
- Wang, Jinfen (* 1969), chinesische Biathletin
- Wang, Jing (* 1975), chinesische Unternehmerin, Bergsteigerin und Autorin
- Wang, Jingwei (1883–1944), chinesischer Politiker, Vorsitzender der japanischen Marionettenregierung in China im Zweiten WeltkriegWang Jingwei (1883–1944)

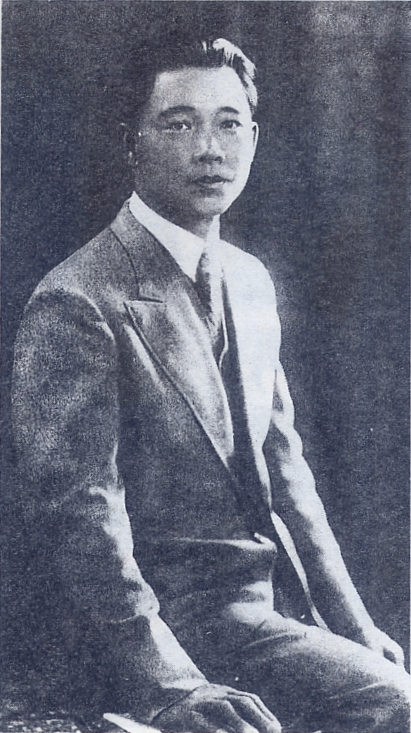
Wang Jingwei (1883–1944)

- Wang, Jingzhai († 1949), hui-chinesischer Islamwissenschaftler, Koranübersetzer
- Wang, Jingzhe (* 1997), chinesische Beachvolleyballspielerin
- Wang, Jinkang (* 1948), chinesischer Science-Fiction-Schriftsteller
- Wang, Jinping (* 1971), chinesische Biathletin
- Wang, Jiusi (1468–1551), Beamter, Literat und Dramatiker in der Zeit der Ming-Dynastie
- Wang, Joanna (* 1988), taiwanische Sängerin und Songautorin
- Wang, Jonathan, Filmproduzent
- Wang, Junkai (* 1999), chinesischer Schauspieler und Sänger
- Wang, Junxia (* 1973), chinesische Langstreckenläuferin und Olympiasiegerin

##### Wang, K
- Wang, Kaihua (* 1994), chinesischer Leichtathlet
- Wang, Kate, chinesische Unternehmerin
- Wang, Kemin (1876–1945), chinesischer Diplomat und Außenminister
- Wang, Kuo-huei (* 1978), taiwanischer Weitspringer

##### Wang, L
- Wang, Lan, chinesische Künstlerin
- Wang, Lanjing (* 2005), chinesische Rhythmische Sportgymnastin
- Wang, Leehom (* 1976), US-amerikanischer Musiker, Musikproduzent, Regisseur und SchauspielerWang Leehom (* 1976)

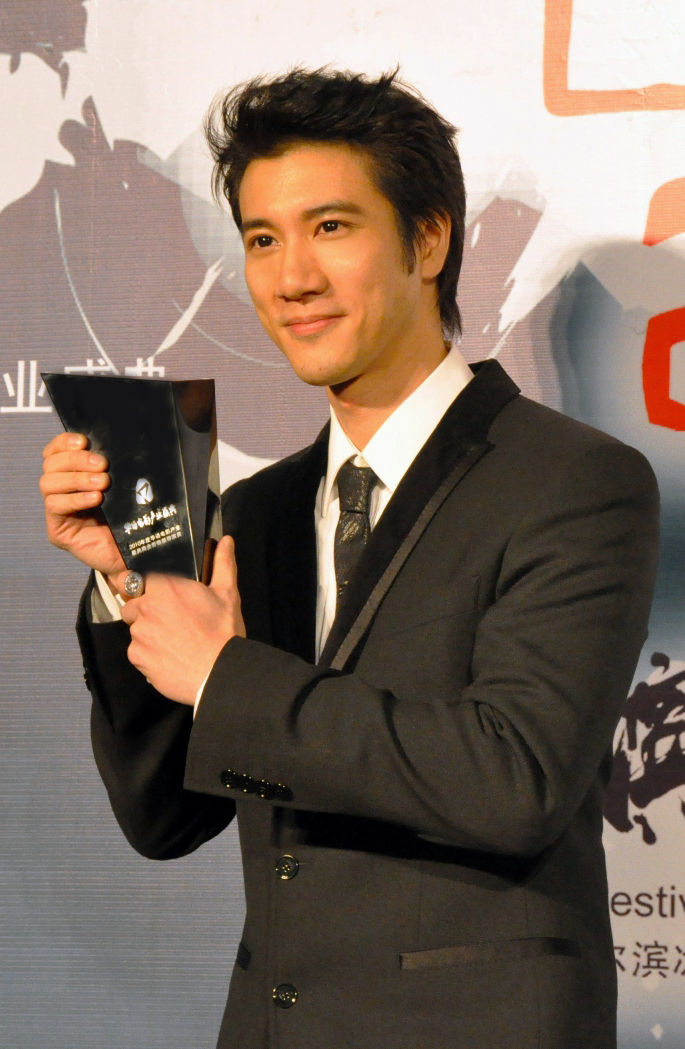
Wang Leehom (* 1976)

- Wang, Lei (* 1981), chinesischer Florettfechter
- Wang, Li (1922–1996), chinesischer Politiker
- Wang, Li-san (1933–2013), chinesischer Komponist
- Wang, Liangyao (* 2003), chinesische Skispringerin
- Wang, Lijun (* 1959), chinesischer Korruptionsermittler und Politiker
- Wang, Limei (* 1961), chinesische Eisschnellläuferin
- Wang, Lin (* 1989), chinesische Badmintonspielerin
- Wang, Linuo (* 1979), chinesische Eishockeyspielerin
- Wang, Liping (* 1976), chinesische Geherin und Olympiasiegerin (2000)
- Wang, Liqin (* 1978), chinesischer TischtennisspielerWang Liqin (* 1978)

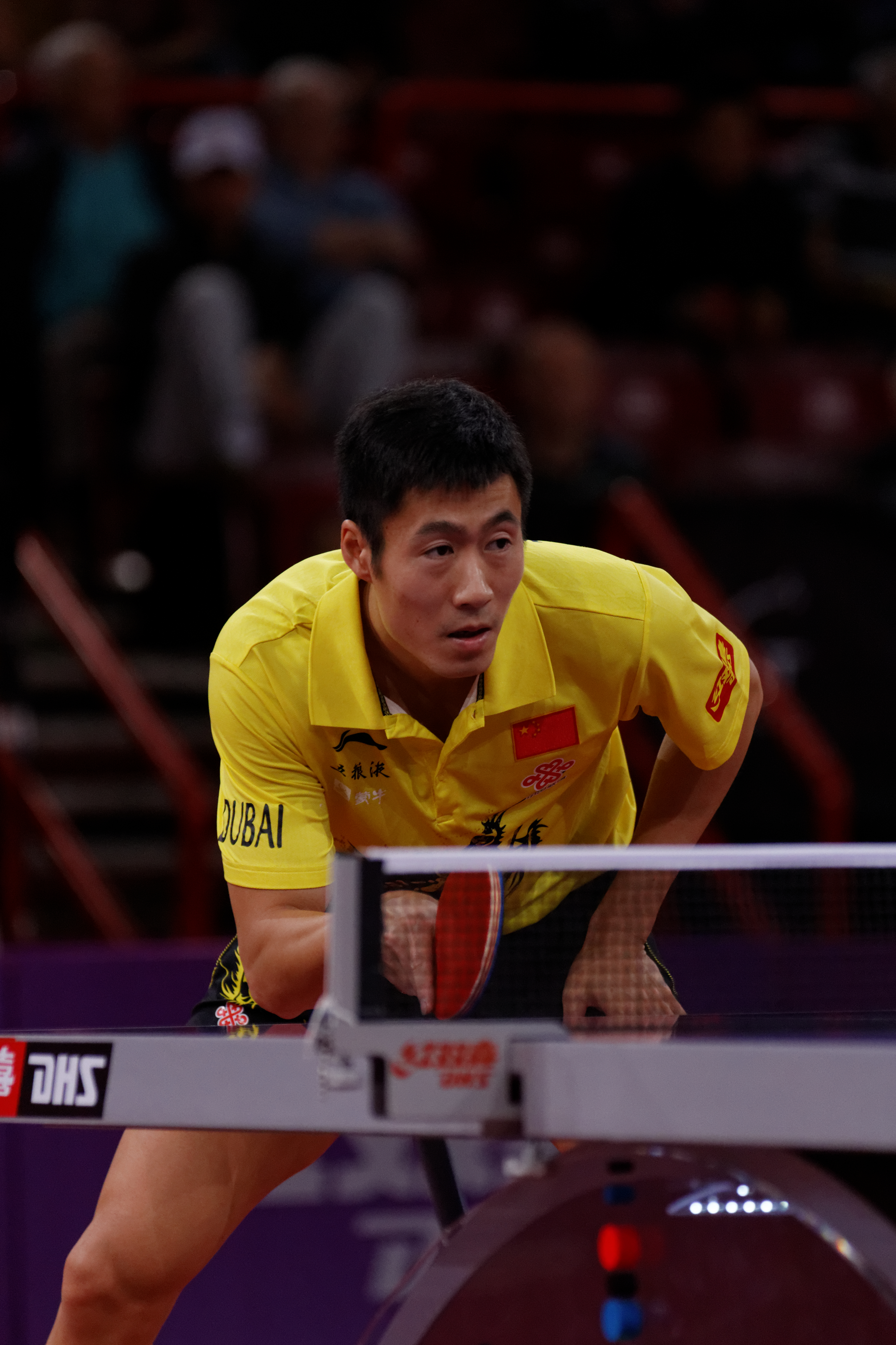
Wang Liqin (* 1978)

- Wang, Liuyi (* 1997), chinesische Synchronschwimmerin
- Wang, Lu (* 1982), chinesische Beachvolleyballspielerin

##### Wang, M
- Wang, Manli (* 1973), chinesische Eisschnellläuferin
- Wang, Manyu (* 1999), chinesische Tischtennisspielerin
- Wang, Mei (* 1973), deutsche Wirtschaftswissenschaftlerin
- Wang, Meiling (* 2000), chinesische Tennisspielerin
- Wang, Meiyin (* 1988), chinesischer Straßenradrennfahrer
- Wang, Meng (1308–1385), chinesischer Landschaftsmaler
- Wang, Meng (* 1985), chinesische Shorttrackerin
- Wang, Menghui (* 1960), chinesischer Politiker (Volksrepublik China)
- Wang, Michael, US-amerikanischer Pokerspieler
- Wang, Min (* 1950), chinesischer Politiker
- Wang, Ming (* 1962), taiwanische Komponistin
- Wang, Mingxing (* 1961), chinesische Handballspielerin und -trainerin
- Wang, Mu-Tao, chinesischer Mathematiker

##### Wang, N
- Wang, Na (* 1984), chinesische Synchronschwimmerin
- Wang, Nan (* 1978), chinesische Tischtennisspielerin
- Wang, Nan (* 1987), chinesischer Eisschnellläufer
- Wang, Nanfu (* 1985), chinesisch-amerikanische Regisseurin
- Wang, Nathan (* 1956), US-amerikanischer Filmkomponist
- Wang, Nianchun (* 1956), chinesischer Eisschnellläufer
- Wang, Nina (1937–2007), chinesische Unternehmerin

##### Wang, P
- Wang, Peng, chinesischer Poolbillardspieler
- Wang, Pengren (* 1965), chinesischer Badmintonspieler
- Wang, Pi-Cheng (1900–2003), chinesischer General und Militärattaché
- Wang, Pin (* 1974), chinesische Schachspielerin
- Wang, Ping (* 1990), chinesische Speerwerferin

##### Wang, Q
- Wang, Qi (* 2001), chinesischer Hammerwerfer
- Wang, Qiang (* 1992), chinesische Tennisspielerin
- Wang, Qiang (* 1993), chinesischer Skilangläufer
- Wang, Qianyi (* 1997), chinesische Synchronschwimmerin
- Wang, Qiaoling (* 1972), chinesische Menschenrechtlerin
- Wang, Qin (* 1994), chinesischer Leichtathlet
- Wang, Qingbo (* 1988), chinesischer Speerwerfer
- Wang, Qingling (* 1993), chinesische Siebenkämpferin
- Wang, Qishan (* 1948), chinesischer Politiker (Volksrepublik China)Wang Qishan (* 1948)

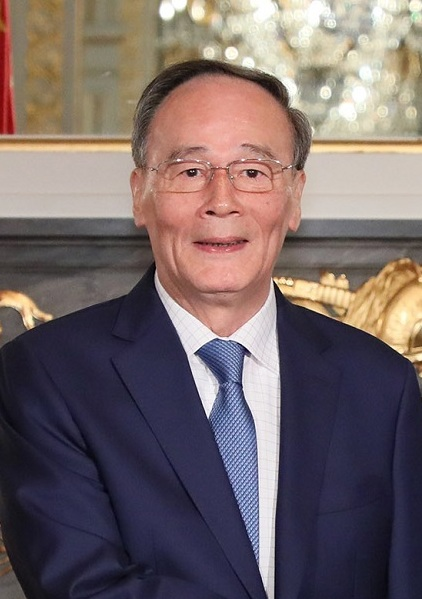
Wang Qishan (* 1948)

- Wang, Quan’an (* 1965), chinesischer Regisseur

##### Wang, R
- Wang, Regina Kanyu (* 1990), chinesische Autorin
- Wang, Rena (* 1991), US-amerikanische Badmintonspielerin
- Wang, Renyu (880–956), chinesischer Gelehrter
- Wang, Richard (1928–2016), US-amerikanischer Trompeter, Autor, Hochschullehrer und Publizist
- Wang, Rong (* 1984), chinesische Badmintonspielerin
- Wang, Rongfen (* 1945), chinesisch-deutsche Soziologin und Autorin
- Wang, Rui (* 1995), chinesische Curlerin
- Wang, Rulin (* 1953), chinesischer Politiker in der Volksrepublik China
- Wang, Ruowang (1918–2001), chinesischer Autor und Dissident

##### Wang, S
- Wang, Sabine Wen-Ching (* 1973), schweizerisch-taiwanische Schriftstellerin
- Wang, Samuel (* 1967), Molekularbiologe
- Wang, Sean, US-amerikanisch-taiwanischer Filmregisseur, -produzent und -editor
- Wang, Senhao (1933–2022), chinesischer Politiker (Volksrepublik China), Minister für Kohlenindustrie
- Wang, Shangyuan (* 1993), chinesischer Fußballspieler
- Wang, Shanshan (* 1990), chinesische Fußballspielerin
- Wang, Shasha (* 1987), chinesische Handballspielerin
- Wang, Shi-ting (* 1973), taiwanische Tennisspielerin
- Wang, Shiwei (* 1996), chinesischer Eisschnellläufer
- Wang, Shixian (* 1990), chinesische Badmintonspielerin
- Wang, Shizhu (* 1989), chinesischer Hammerwerfer
- Wang, Shouren (1472–1529), chinesischer Philosoph neokonfuzianistischer Tradition
- Wang, Shu (1924–2020), chinesischer Diplomat, Journalist und Politiker
- Wang, Shu (* 1963), chinesischer Architekt und Hochschullehrer
- Wang, Shucheng (* 1941), chinesischer Politiker (Volksrepublik China), Minister für Wasserwirtschaft
- Wang, Shugang (* 1960), chinesischer Gegenwartskünstler
- Wang, Shuo (* 1958), chinesischer Schriftsteller
- Wang, Shuping (1959–2019), chinesische Medizinerin
- Wang, Siyun (* 1989), chinesische Badmintonspielerin
- Wang, Songtao (* 1985), chinesischer Skilangläufer
- Wang, Su-bok (1917–2003), koreanische Sängerin
- Wang, Sue-ya (* 1965), taiwanische Komponistin
- Wang, Susan (* 1982), australische Badmintonspielerin

##### Wang, T
- Wang, Tak Khunn (* 1991), französischer Tennisspieler
- Wang, Tao (1828–1897), chinesischer Übersetzer, Reformer, politischer Kolumnist, Zeitungsverleger und Schriftsteller
- Wang, Tao (* 1957), chinesische Handballspielerin
- Wang, Taylor (* 1940), US-amerikanischer Astronaut
- Wang, Thaddeus Yue-sheng (* 1966), chinesischer Geistlicher, römisch-katholischer Bischof von Zhengzhou
- Wang, Tianpu (* 1962), chinesischer Manager
- Wang, Tifu (1911–2001), chinesischer Diplomat
- Wang, Timothy (* 1991), US-amerikanischer Tischtennisspieler
- Wang, Tingne, chinesischer Kaufmann, Beamter, Dramatiker, Verleger
- Wang, Tzu-wei (* 1995), taiwanischer Badmintonspieler

##### Wang, V
- Wang, Vera (* 1949), US-amerikanische ModedesignerinVera Wang (* 1949)

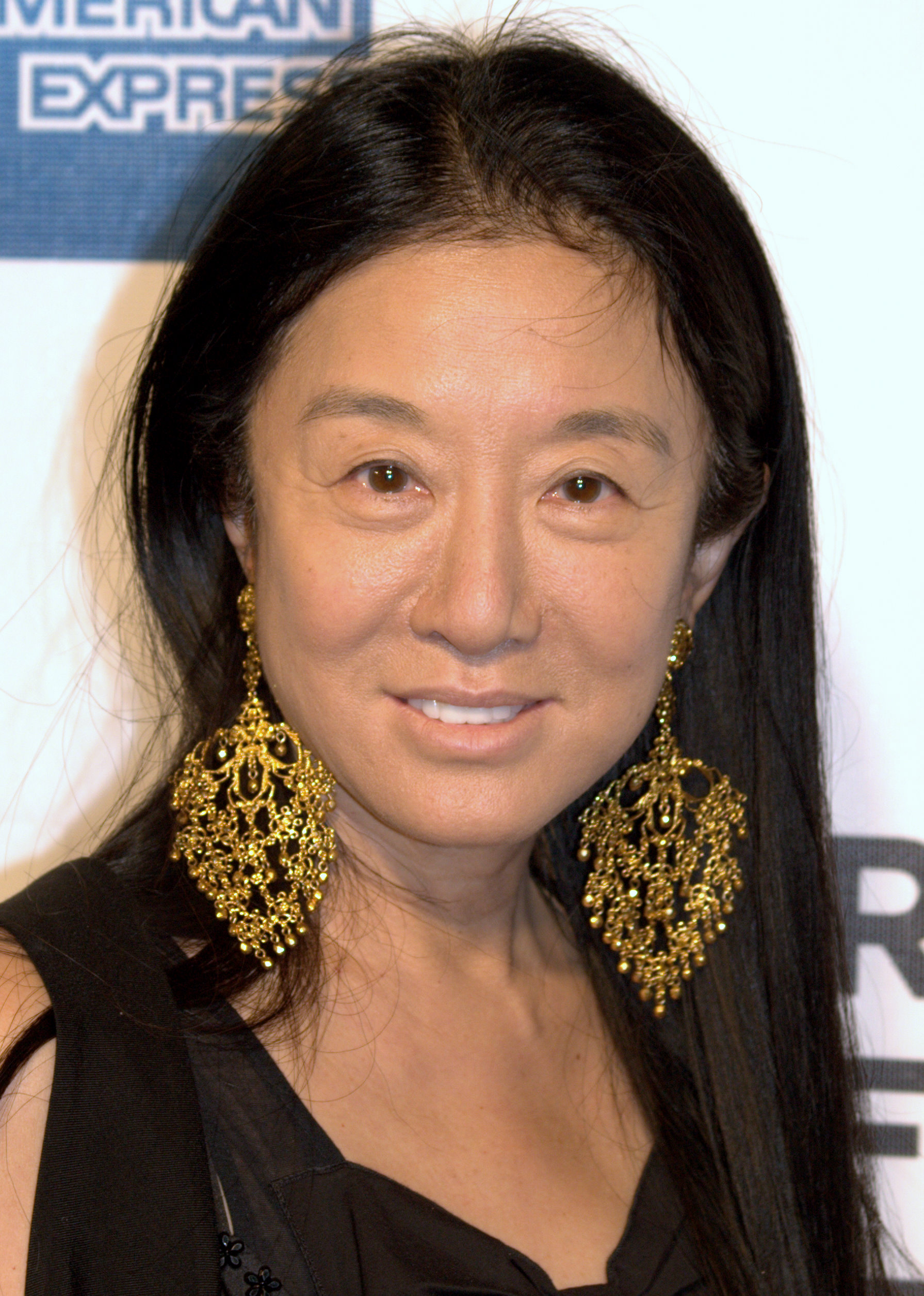
Vera Wang (* 1949)

##### Wang, W
- Wang, Wanbin (* 1949), chinesischer Politiker in der Volksrepublik China
- Wang, Wayne (* 1949), US-amerikanischer Regisseur chinesischer Herkunft
- Wang, Wei, chinesischer Dichter, Maler, Musiker und Staatsmann der Tang-Dynastie
- Wang, Wei (* 1954), chinesischer Archäologe
- Wang, Wei (* 1970), chinesischer Unternehmer
- Wang, Wei (* 1979), chinesischer Badmintonspieler
- Wang, Wei-hsu (* 1996), taiwanischer Sprinter
- Wang, Weiyi († 1067), chinesischer Arzt (Akupunktur)
- Wang, Wen-tang (* 1987), taiwanischer Sprinter
- Wang, Wenjiao (1933–2022), chinesischer Badmintonspieler und -trainer
- Wang, Wenqiang (* 1995), chinesischer Biathlet
- Wang, Wentao (* 1964), chinesischer Politiker
- Wang, Wenyi (* 1959), chinesische Journalistin
- Wang, Wenyin (* 1968), chinesischer Geschäftsmann sowie Gründer und Vorsitzender der Amer International Group
- Wang, Wupin (* 1991), chinesische Weit- und Dreispringerin

##### Wang, X
- Wang, Xi (* 1984), deutsch-chinesischer Tischtennisspieler
- Wang, Xi-lin (* 1936), chinesischer Komponist
- Wang, Xian (1944–2024), chinesischer Schattenboxer
- Wang, Xiangsui (* 1954), chinesischer Luftwaffenoffizier und Militärforscher
- Wang, Xiangzhai (1885–1963), chinesischer Kampfkunstexperte
- Wang, Xianqian (1842–1917), konfuzianischer Gelehrter und Philologe
- Wang, Xianzhi (344–386), chinesischer Kalligraf
- Wang, Xiaobo (1952–1997), chinesischer Schriftsteller
- Wang, Xiaodong (* 1960), chinesischer Politiker
- Wang, Xiaodong (* 1963), US-amerikanischer Biochemiker und Molekularbiologe
- Wang, Xiaofei (* 2003), chinesischer Tennisspieler
- Wang, Xiaohong (* 1957), chinesischer Politiker in der Volksrepublik China
- Wang, Xiaoli (* 1989), chinesische Badmintonspielerin
- Wang, Xiaoming (* 1982), chinesischer Geiger
- Wang, Xiaonan (* 1983), chinesischer Eishockeyspieler
- Wang, Xiaoshuai (* 1966), chinesischer Filmregisseur und Drehbuchautor
- Wang, Xiaotong, chinesischer Mathematiker
- Wang, Xiaoyan (* 1969), chinesische Eisschnellläuferin
- Wang, Xiaoyuan (* 1968), chinesische Badmintonspielerin
- Wang, Xiaoyun (* 1966), chinesische Mathematikerin und Kryptografin
- Wang, Xiaozhu (* 1973), chinesische Bogenschützin
- Wang, Xiji (* 1921), chinesischer Raumfahrtingenieur
- Wang, Xin, chinesischer Biathlet
- Wang, Xin (* 1985), chinesische Badmintonspielerin
- Wang, Xin (* 1992), chinesische Turmspringerin
- Wang, Xindi (* 1995), chinesischer Freestyle-Skisportler
- Wang, Xing (* 1979), chinesischer Unternehmer und Milliardär
- Wang, Xing (* 1986), chinesische Hürdenläuferin
- Wang, Xinjie (* 1996), chinesischer Sportschütze
- Wang, Xinpeng (* 1956), chinesischer Choreograf
- Wang, Xinxin (* 1998), chinesische Beachvolleyballspielerin
- Wang, Xinyu (* 2001), chinesischer Fußballspieler
- Wang, Xinyu (* 2001), chinesische TennisspielerinWang Xinyu (* 2001)

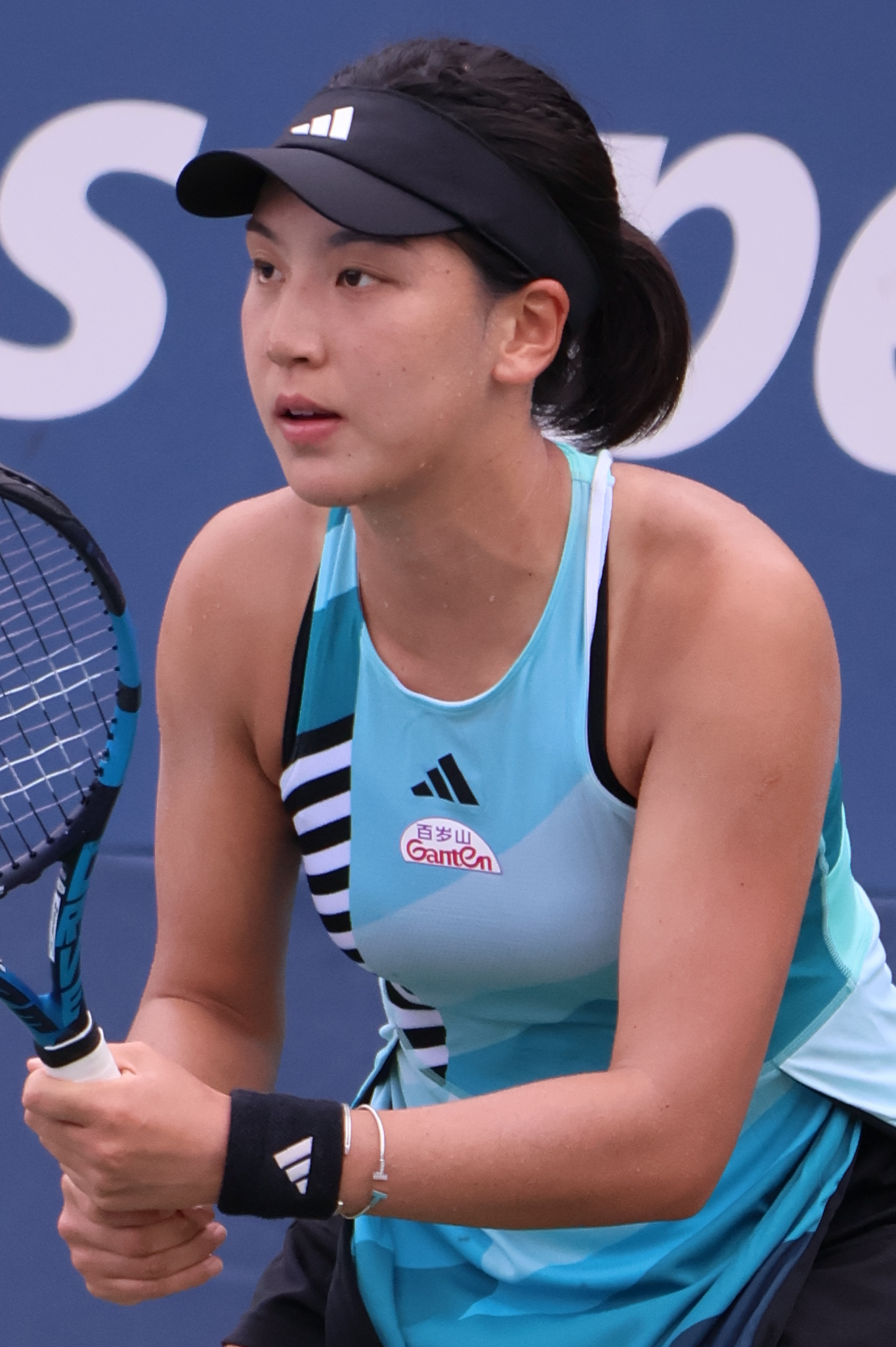
Wang Xinyu (* 2001)

- Wang, Xinyue (* 1987), chinesische Shorttrackerin
- Wang, Xiuli (* 1965), chinesische Eisschnellläuferin
- Wang, Xiyu (* 2001), chinesische Tennisspielerin
- Wang, Xu (* 1985), chinesische Ringerin
- Wang, Xuan (1936–2006), chinesischer Informatiker
- Wang, Xuance, chinesischer Diplomat
- Wang, Xuanxuan (* 1990), chinesischer Boxer
- Wang, Xueqin (* 1991), chinesische Marathonläuferin
- Wang, Xueyi (* 1991), chinesische Hochspringerin

##### Wang, Y
- Wang, Yafan (* 1994), chinesische Tennisspielerin
- Wang, Yan (* 1996), chinesische Tennisspielerin
- Wang, Yang (* 1955), chinesischer Politiker (Volksrepublik China)
- Wang, Yang (* 1989), chinesische Hochspringerin
- Wang, Yani (* 1975), chinesische Malerin
- Wang, Yansheng (* 1961), deutscher Tischtennisspieler und -trainer
- Wang, Yao-hui (* 1986), taiwanischer Kugelstoßer und Diskuswerfer
- Wang, Yao-Yi (* 1994), taiwanischer Biathlet
- Wang, Yaping (* 1980), chinesische Militärpilotin und Raumfahrerin
- Wang, Yeu-tzuoo (* 1985), taiwanischer Tennisspieler
- Wang, Yidi (* 1997), chinesische Tischtennisspielerin
- Wang, Yifang (* 1963), chinesischer Physiker
- Wang, Yifu (* 1960), chinesischer Sportschütze
- Wang, Yihan (* 1988), chinesische Badmintonspielerin
- Wang, Yiheng, chinesischer Speedcuber
- Wang, Yilin (* 1956), chinesischer Unternehmer und Ölmagnat
- Wang, Yilu (* 1994), chinesischer Badmintonspieler
- Wang, Yingju (* 1985), chinesische Leichtathletin
- Wang, Yiping, chinesischer Archäologe
- Wang, Yong (* 1955), chinesischer Politiker, Staatskommissar für Katastrophenschutz
- Wang, Yongzhi (1932–2024), chinesischer Raketentechnik-Ingenieur, Technischer Direktor des bemannten Raumfahrtprogramms der Volksrepublik China
- Wang, Youxin (* 1985), chinesischer Sprinter
- Wang, Yu (* 1981), chinesischer Tennisspieler
- Wang, Yu (* 1991), chinesischer Hochspringer
- Wang, Yu (* 1994), chinesischer Sprinter
- Wang, Yu Jimmy (1943–2022), chinesischer Schauspieler und Filmproduzent
- Wang, Yuan (1930–2021), chinesischer Mathematiker
- Wang, Yuanji (217–268), Kaiserinmutter der Jin-Dynastie
- Wang, Yuanlu († 1931), chinesischer daoistischer Abt
- Wang, Yuanqi (1642–1715), chinesischer Maler
- Wang, Yuchen (* 1997), chinesischer Snookerspieler
- Wang, Yudong (* 2006), chinesischer Fußballspieler
- Wang, Yue (* 1987), chinesischer Schachspieler
- Wang, Yue († 2011), chinesisches Unfallopfer
- Wang, Yuegu (* 1980), singapurische Tischtennisspielerin
- Wang, Yuja (* 1987), chinesische PianistinYuja Wang (* 1987)

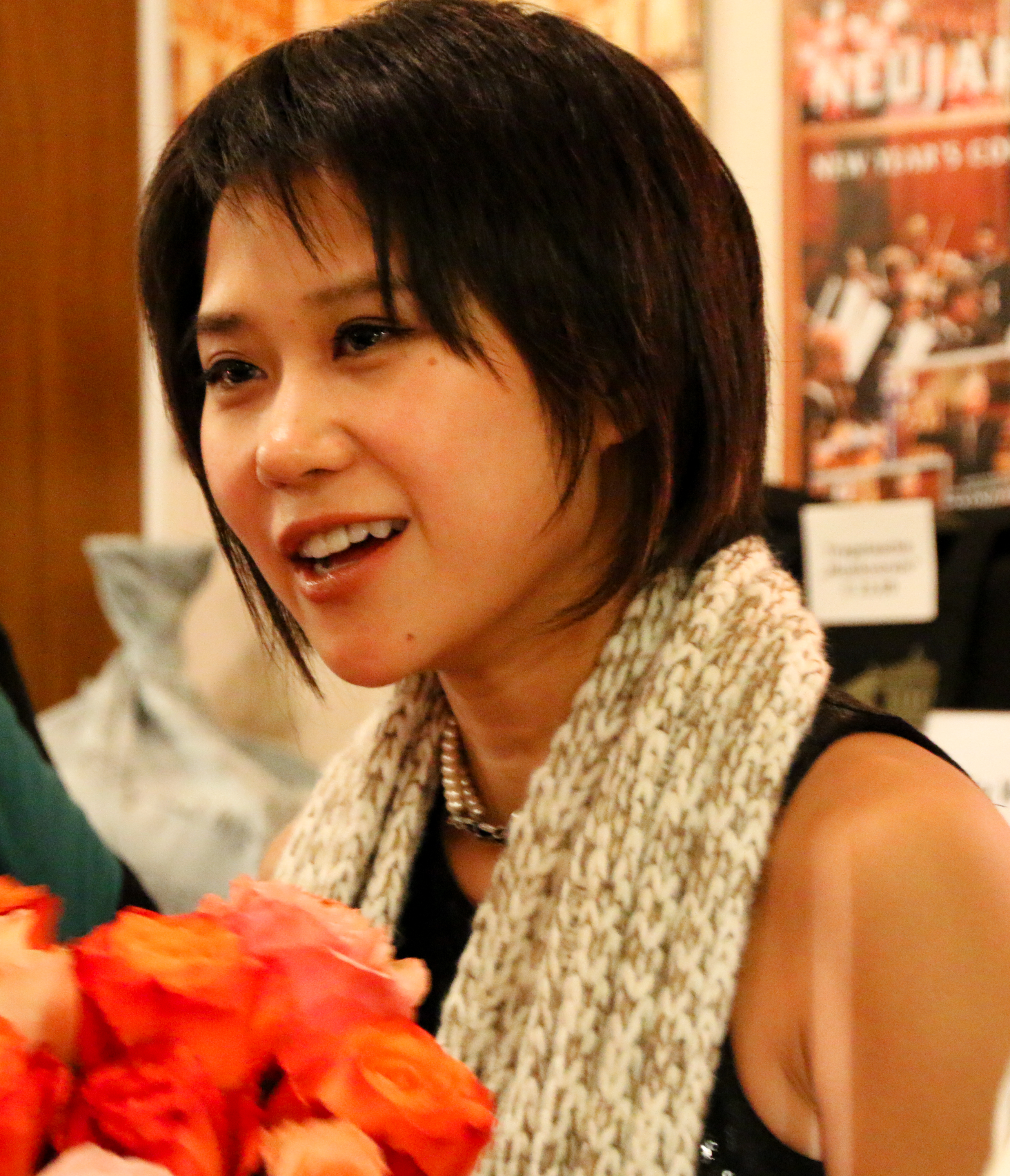
Yuja Wang (* 1987)

- Wang, Yun (137–192), Minister der späten Han-Dynastie
- Wang, Yung-ching (1917–2008), taiwanischer Unternehmer

##### Wang, Z
- Wang, Zemin (* 1982), chinesischer Marathonläufer
- Wang, Zengqi (1920–1997), chinesischer Schriftsteller
- Wang, Zengyi (* 1983), polnischer Tischtennisspieler
- Wang, Zhan, US-amerikanischer Schauspieler und Synchronsprecher
- Wang, Zhao († 1970), Politiker der Volksrepublik China
- Wang, Zhaojun, chinesische Nebenfrau des Han-Kaisers Yuan
- Wang, Zhe (1113–1170), chinesischer Begründer der daoistischen Quanzhen-Schule der inneren Alchemie
- Wang, Zhen († 1449), chinesischer Eunuch der Ming-Dynastie
- Wang, Zhen (1908–1993), chinesischer Politiker und Militärperson
- Wang, Zhen (* 1991), chinesischer Geher
- Wang, Zhen (* 2001), chinesischer Hochspringer
- Wang, Zheng (* 1979), chinesischer Sportschütze
- Wang, Zheng (* 1987), chinesische Hammerwerferin
- Wang, Zhengming (* 1990), chinesischer Badmintonspieler
- Wang, Zhengwei (* 1957), chinesischer Politiker
- Wang, Zhenwei (* 1995), chinesischer Schauspieler und Kampfkünstler
- Wang, Zhenyi (1768–1797), chinesische Astronomin, Mathematikerin und Dichterin
- Wang, Zhigang (* 1957), chinesischer Politiker (Volksrepublik China)
- Wang, Zhijiong (* 1983), chinesische Geigerin
- Wang, Zhiliang (1941–2020), chinesischer Tischtennisspieler und -trainer
- Wang, Zhiming (1907–1973), chinesischer protestantischer Pfarrer
- Wang, Zhiwei (* 1988), chinesischer Sportschütze
- Wang, Zhiyi (* 2000), chinesische Badmintonspielerin
- Wang, Zhiyong (* 1979), chinesischer Kugelstoßer
- Wang, Zhong (1745–1794), chinesischer Gelehrter
- Wang, Zhong Lin, Physiker im Bereich der Nanotechnologie
- Wang, Zhongshan, chinesischer Zhengspieler
- Wang, Zhouyu (* 1994), chinesische Gewichtheberin
- Wang, Zifei (* 2007), chinesische Sportschützin
- Wang, Zisai (* 2006), chinesischer Trampolinturner
- Wang, Ziyang (* 2003), chinesischer Snowboarder
- Wang, Ziying (* 1998), chinesische Rollstuhltennisspielerin
- Wang, Zongyuan (* 2001), chinesischer Wasserspringer

#### Wang-G
- Wang-Genh, Olivier (* 1955), französischer Meister, Mönch und buddhistischer Lehrer der Sōtō-Zen-Schule

#### Wanga
- Wangard, Anika (* 1977), deutsche Drehbuchautorin, Schauspielerin, und Regisseurin
- Wangari, James Mwangi (* 1994), kenianischer Langstreckenläufer
- Wangari, Mirriam (* 1979), kenianische Langstreckenläuferin

#### Wangb
- Wangba, Lucien (* 1993), kamerunischer Diskuswerfer
- Wangberg, Edvard (1913–1983), norwegischer Eisschnellläufer
- Wangberg, Lou (* 1941), US-amerikanischer Politiker

#### Wangc
- Wangcharoen, Kantaphon (* 1998), thailändischer Badmintonspieler
- Wangchen, Dhondup (* 1974), chinesischer Dokumentarfilmer, ehemaliger politischer Gefangener und Bürgerrechtler
- Wangchen, Jigme Pema (* 1963), 12. Gyelwang Drugpa der Drugpa-Kagyü-Tradition des tibetischen Buddhismus
- Wangchuck, Jigme Dorje (1929–1972), bhutanischer Adeliger, König von Bhutan
- Wangchuck, Jigme Khesar Namgyel (* 1980), bhutanischer Adeliger, König von BhutanJigme Khesar Namgyel Wangchuck (* 1980)

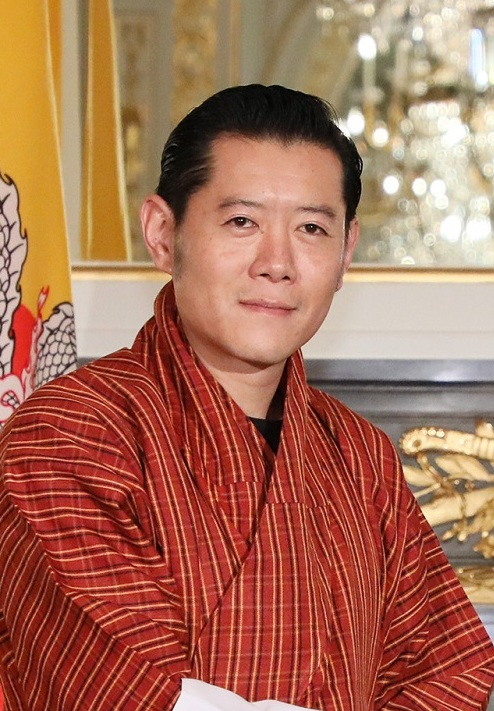
Jigme Khesar Namgyel Wangchuck (* 1980)

- Wangchuck, Jigme Namgyel (* 2016), bhutanischer Thronfolger
- Wangchuck, Jigme Singye (* 1955), bhutanischer Adeliger, König („Druk Gyalpo“) von Bhutan
- Wangchuck, Jigme Ugyen (* 2020), bhutanischer zweiter Thronfolger
- Wangchuck, Kesang Choden (* 1982), Prinzessin von Bhutan
- Wangchuck, Sonam Dechen (* 1981), Angehörige des bhutanischen Königshauses
- Wangchuck, Ugyen (1861–1926), bhutanischer KönigUgyen Wangchuck (1861–1926)

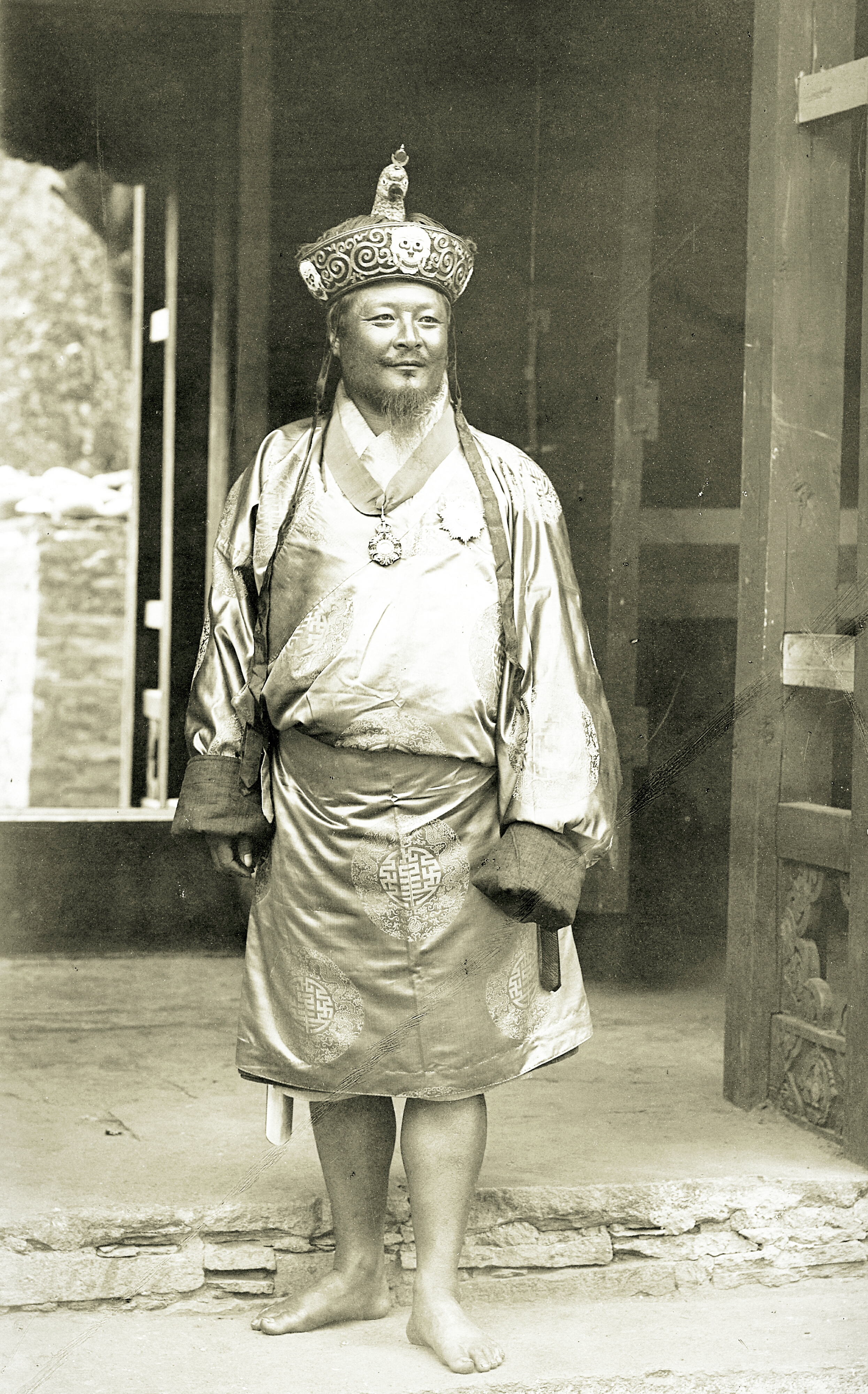
Ugyen Wangchuck (1861–1926)

- Wangchug Dorje (1556–1603), tibetischer neunter Lama in der Inkarnationsreihe der Karmapas
- Wangchug Gyelpo (1795–1864), Kalön; Regent in Tibet (1862 bis 1864)
- Wangchug Gyeltshen, tibetischer, kaiserlicher Lehrer (dishi)
- Wangchuk, Dorji (* 1967), bhutanischer Tibetologe, Buddhologe
- Wangchuk, Jamyang Jamtsho, bhutanischer Schauspieler und Filmproduzent
- Wangchuk, Khandu (* 1950), bhutanischer Politiker
- Wangchuk, Lily (* 1972), bhutanische Diplomatin und Politikerin
- Wangchuk, Sonam (* 1966), indischer Ingenieur, Erfinder und Umweltschützer
- Wangchuk, Tshering, bhutanischer Jurist und Politiker

#### Wange
- Wange, Karl-Heinz (* 1946), deutscher Wirtschaftsingenieur und Politiker (CDU), MdB
- Wange, Udo-Dieter (1928–2005), deutscher Politiker (SED)
- Wangel, Hedwig (1875–1961), deutsche Schauspielerin
- Wangelin, Adelheid Auguste von (1706–1758), deutsche Stifterin
- Wangelin, Bernhard Christian († 1686), königlich schwedischer Obrist und Diplomat
- Wangelin, Christian Friedrich von (1682–1755), königlich dänischer Generalleutnant und zuletzt Chef des Oldenburger National Infanterie-Regiments
- Wangelin, Falk von (* 1939), deutscher Bühnen- und Kostümbildner
- Wangelin, Georg Jacobi von (1836–1915), deutscher Forstbeamter
- Wangelin, Hugo Aurelius von (1818–1883), US-amerikanischer Beamter und Soldat im Bürgerkrieg
- Wangelin-Buschmann, Elisabeth (* 1941), deutsche Organistin
- Wangelow Atanassow, Schiwko (* 1960), bulgarischer Ringer
- Wangelowa, Ani (* 1993), bulgarische Tennisspielerin
- Wangemann, Hagen, deutscher Journalist und Fernsehmoderator
- Wangemann, Hendrikje (* 1961), deutsche Sängerin (Sopran)
- Wangemann, Hermann Theodor (1818–1894), lutherischer Theologe und Missionar
- Wangemann, Otto (1848–1914), deutscher Organist, Musikwissenschaftler und Musikpädagoge
- Wangen, Norbert (* 1962), deutscher Innenarchitekt und Designer
- Wangen-Geroldseck, Friedrich von (1727–1782), Fürstbischof von Basel
- Wangenheim, Adolf Freiherr von (1927–2020), deutscher Politiker (CDU), MdL
- Wangenheim, Adolf von (1797–1858), deutscher Richter und Fiskaljurist
- Wangenheim, Adolph von (1648–1709), brandenburgischer Generalleutnant
- Wangenheim, Alexander Freiherr von (1872–1959), deutscher Politiker (NSDAP), MdR
- Wangenheim, Alexander von (1792–1867), preußischer Generalleutnant
- Wangenheim, Alexei Feodossjewitsch (1881–1937), russischer Meteorologe
- Wangenheim, Anna (* 1982), grönländische Politikerin (Demokraatit)
- Wangenheim, Annette von, deutsche Dokumentarfilmerin, Regisseurin, Autorin und Musikpädagogin
- Wangenheim, Arthur von (1841–1912), preußischer Generalleutnant
- Wangenheim, August Wilhelm von (1697–1764), deutscher Hofbeamter und Kurhannoverscher Hofmarschall im Rang eines Generalleutnants
- Wangenheim, Carl von (1860–1931), deutscher Verwaltungsbeamter
- Wangenheim, Chris von (1942–1981), deutscher Modefotograf
- Wangenheim, Christian August von (1741–1830), deutscher Militär, Hofmarschall und Mitglied der Ständeversammlung im Königreich Hannover
- Wangenheim, Christian Ludwig von († 1794), kurfürstlich braunschweig-lüneburgischer Generalmajor und Chef des 9. Infanterie-Regiments
- Wangenheim, Conrad von (1849–1926), deutscher Gutsbesitzer, und Agrarpolitiker, MdR
- Wangenheim, Curt von (1862–1937), deutscher Oberst
- Wangenheim, Edith (* 1947), deutsche Politikerin (SPD), MdBB
- Wangenheim, Egon von (1899–1968), deutscher Politiker (CDU), MdL
- Wangenheim, Eleonore von, deutsche Adelige und Politikerin (NSDAP und S.R.P.)
- Wangenheim, Ernst von (1797–1860), Regierungspräsident im Herzogtum Sachsen-Coburg und Gotha
- Wangenheim, Ernst von (1829–1890), deutscher Jurist und Politiker
- Wangenheim, Ernst von (1829–1887), preußischer Generalmajor
- Wangenheim, Ernst-August von (1911–1995), deutscher General
- Wangenheim, Franz Theodor (1805–1848), deutscher Schriftsteller
- Wangenheim, Friedel von (1939–2001), deutscher Chanson- und Bühnenautor, Schauspieler und Dramaturg
- Wangenheim, Friedrich Adam Julius von (1749–1800), deutscher Dendrologe
- Wangenheim, Friedrich Nikolaus von (1709–1762), preußischer Generalmajor, Kommandeur des Füselierregiments „von Kreytzen“
- Wangenheim, Friedrich von (1717–1775), preußischer Oberst und Ritter des Orden Pour le Mérite
- Wangenheim, Friedrich Wilhelm von (1720–1799), preußischer Generalmajor, Chef des Infanterieregiments Nr. 47
- Wangenheim, Georg August von (1706–1780), kurfürstlich braunschweig-lüneburgischer General der Infanterie; später Kommandant der Festung Hameln
- Wangenheim, Georg Philipp Wilhelm von (1735–1799), kurbraunschweig-lüneburgerischer Generalmajor und Chef des 4. Kavallerie-Regiments
- Wangenheim, Georg von (1606–1660), Haushofmeister im Herzogtum Sachsen-Gotha
- Wangenheim, Georg von (1780–1851), hannoverscher Oberhofmarschall
- Wangenheim, Georg von (* 1963), deutscher Wirtschaftswissenschaftler
- Wangenheim, Gustav von (1895–1975), deutscher Schauspieler und RegisseurGustav von Wangenheim (1895–1975)

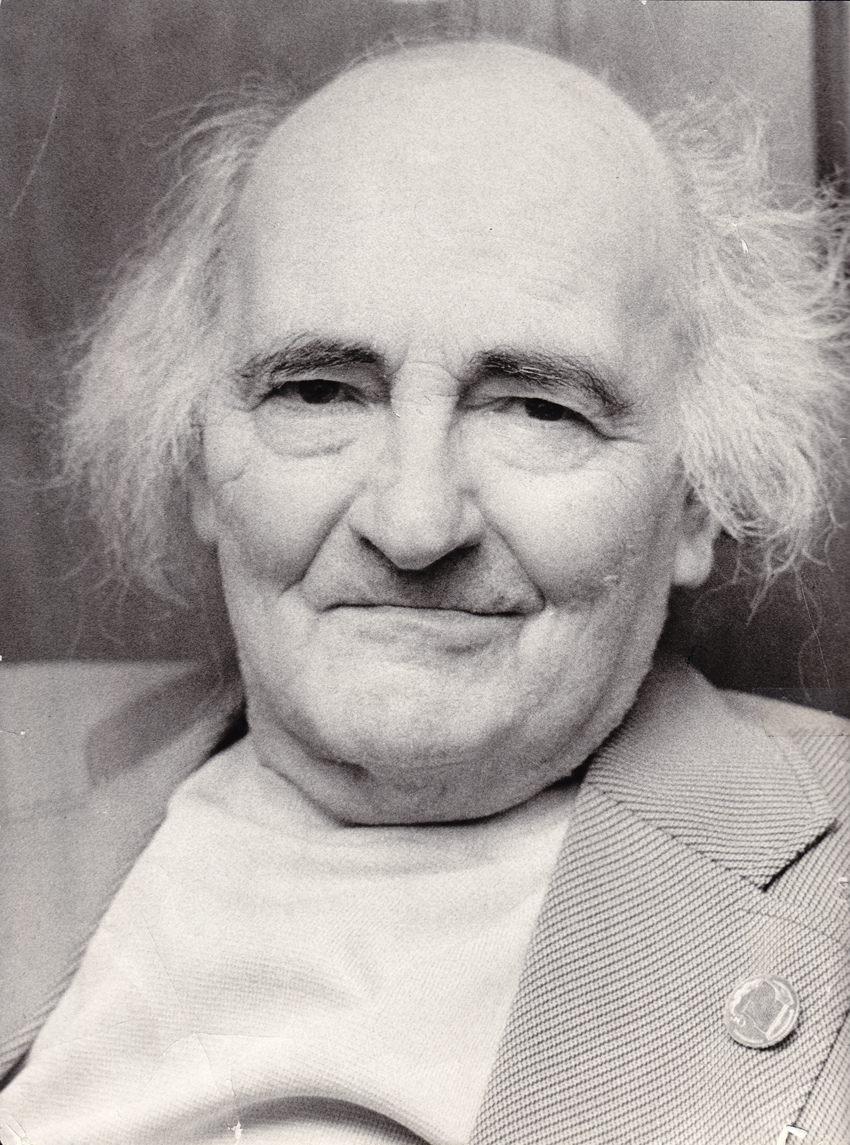
Gustav von Wangenheim (1895–1975)

- Wangenheim, Hans Heinz von (1889–1981), deutscher Verwaltungsbeamter und -richter
- Wangenheim, Hans von (1859–1915), deutscher Diplomat
- Wangenheim, Hans Walrab von (1884–1947), deutscher Agrarpolitiker und Zeitungsverleger
- Wangenheim, Hartmann Ludwig von (1633–1718), deutscher Hofbeamter und Kurhannoverscher Oberforst- und Jägermeister
- Wangenheim, Hermann von (1807–1889), deutscher Jurist, Klosterrat, Klosterkammerdirektor und Politiker
- Wangenheim, Hubert von (1904–1973), deutscher Flottillenadmiral der Bundesmarine
- Wangenheim, Inge von (1912–1993), deutsche Schauspielerin und Schriftstellerin
- Wangenheim, Johanna von (1786–1860), deutsche Stifterin
- Wangenheim, Karin von (1937–2019), deutsche Schauspielerin, Malerin und Zeichnerin
- Wangenheim, Karl August von (1773–1850), deutscher Jurist
- Wangenheim, Karl von (1797–1853), deutscher Richter und Politiker
- Wangenheim, Konrad von (1909–1953), deutscher Reiter
- Wangenheim, Konstantin von (1824–1892), deutscher Verwaltungsbeamter im Herzogtum Sachsen-Coburg und Gotha
- Wangenheim, Ludwig von (1760–1820), Abgeordneter der Reichsstände des Königreichs Westphalen
- Wangenheim, Renate von (1944–2016), deutsche Schauspielerin
- Wangenheim, Ulrich (* 1973), deutscher Jazzmusiker (Saxophone, Klarinetten, Flöte, Komposition)
- Wangenheim, Volker (1928–2014), deutscher Dirigent, Arrangeur und Komponist
- Wangenheim, Walrab von (1831–1909), deutscher Rittergutsbesitzer und Politiker (DHP), MdR
- Wangenheim, Walrab von (1884–1947), deutscher Jurist und Politiker (DHP, NLP), MdL
- Wangenheim, Wolfgang von (* 1938), deutscher Kunsthistoriker
- Wangenheim-Wake, Adolf von (1854–1936), deutscher Rittergutsbesitzer und Politiker (DHP), MdR
- Wangensteen, Owen H (1898–1981), US-amerikanischer Chirurg
- Wanger, Armin (1920–2010), Schweizer Bildhauer, Maler und Zeichner
- Wanger, Franz (1880–1945), Schweizer Bildhauer
- Wanger, Irving Price (1852–1940), US-amerikanischer Politiker
- Wanger, Karl (1930–2000), deutscher Fußballspieler
- Wanger, Klaus (* 1941), liechtensteinischer Politiker
- Wanger, Walter (1894–1968), US-amerikanischer Filmproduzent
- Wangerheim, Ellen (* 2004), schwedische Fußballspielerin
- Wangerin, Albert (1844–1933), deutscher Mathematiker
- Wangerin, Albert (1909–1985), deutscher Elektrotechniker und Hochschullehrer
- Wangerin, Mike (* 1963), deutscher Fußballspieler
- Wangerin, Walther Leonhard (1884–1938), deutscher Botaniker
- Wangerin, Wolfgang (* 1944), deutscher Germanist
- Wangermann, Ernst (1925–2021), österreichischer Historiker
- Wangermann, Gert (1934–2014), deutscher Physiker und Biophysiker

#### Wangh
- Wangh, Martin (1911–2009), deutschamerikanischer Psychoanalytiker

#### Wangi
- Wangila, Robert (1967–1994), kenianischer Boxer

#### Wangk
- Wangkulam, Siriphong (* 2000), thailändischer Fußballspieler

#### Wangl
- Wängler, Hans-Heinrich (1921–2001), deutscher Phonetiker
- Wangler, Martin (* 1969), deutscher Schauspieler und KabarettistMartin Wangler (* 1969)

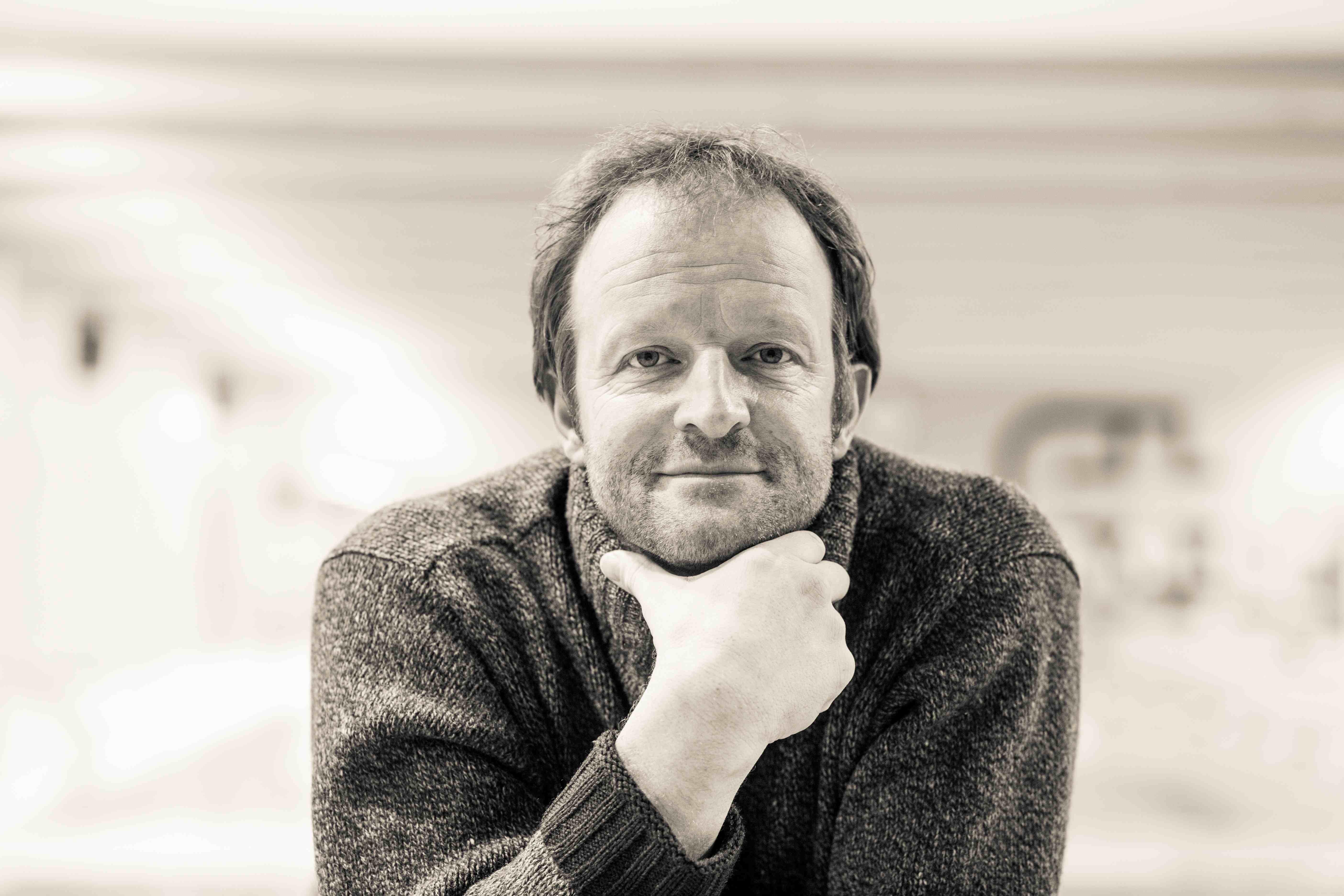
Martin Wangler (* 1969)

- Wangler, Timo (* 1974), deutscher Skispringer und Kommunalpolitiker

#### Wangm
- Wangmo, Dechen, bhutanische Politikerin, Gesundheitsministerin
- Wangmo, Dorji (* 1955), Königinmütter von Bhutan
- Wangmo, Kelsang (* 1971), erste Frau, die im tibetischen Buddhismus den Titel der Geshe erhalten hat
- Wangmo, Tashi (* 1973), bhutanische Politikerin

#### Wangn
- Wangnereck, Heinrich (1595–1664), katholischer Theologe, Jesuit und Universitätskanzler

#### Wango
- Wangøe, Eigil (1902–1987), dänischer Standfotograf
- Wangøe, Sophus (1873–1943), dänischer Kameramann beim dänischen und deutschen Stummfilm

#### Wangu
- Wangui, Pascaline (* 1960), kenianische Marathonläuferin
- Wangui, Pauline (* 1984), kenianische Langstreckenläuferin
- Wangusa, Ayeta Anne (* 1971), ugandische Autorin und Bürgerrechtsaktivistin

#### Wangy
- Wangyal, Tashi (* 1975), bhutanischer Politiker

### Wanh
- Wanhainen, Rolf (* 1972), schwedischer Eishockeytorwart
- Wanhal, Johann Baptist (1739–1813), böhmischer KomponistJohann Baptist Wanhal (1739–1813)

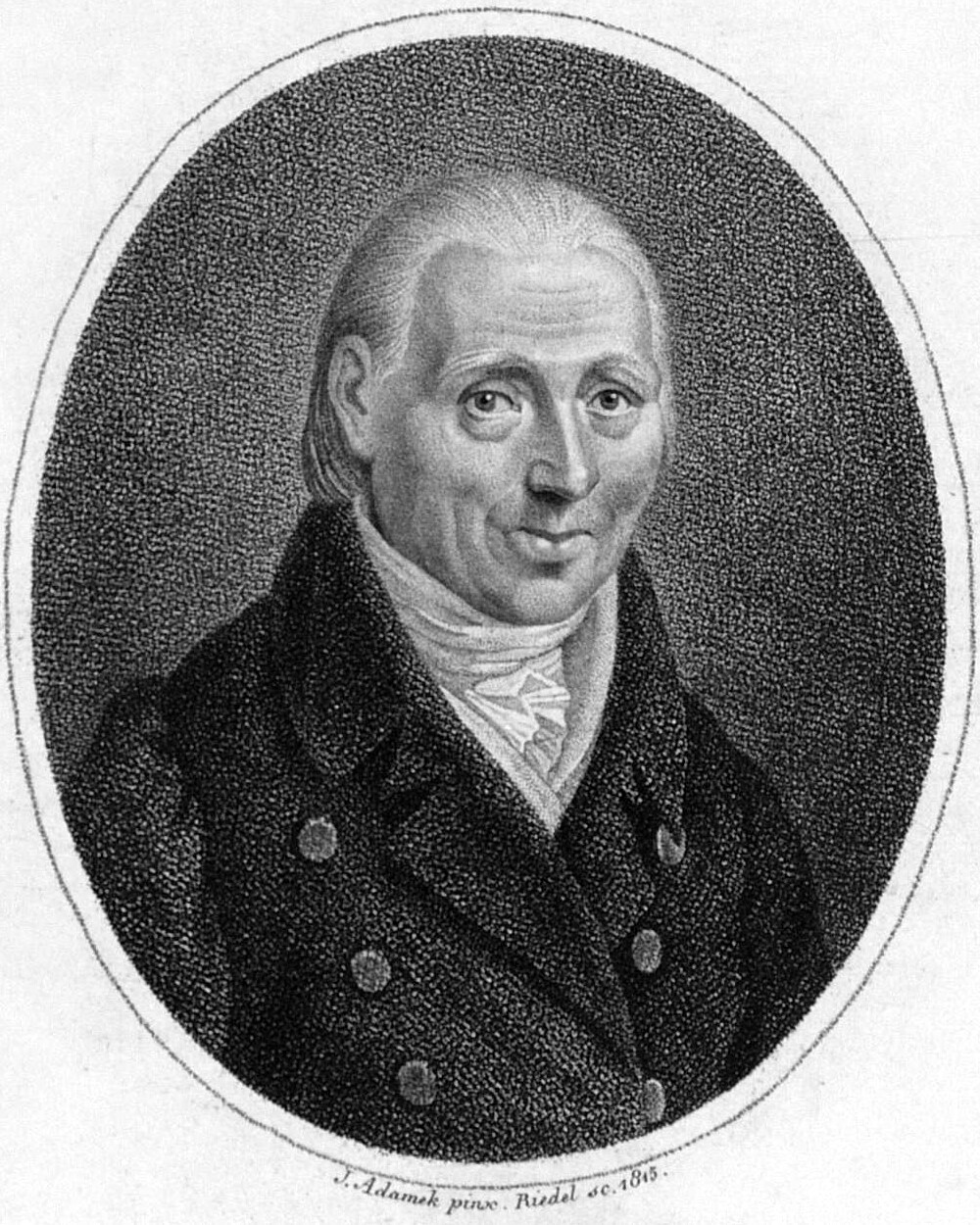
Johann Baptist Wanhal (1739–1813)

- Wanhammar, Lars (* 1944), schwedischer Ingenieur, Pionier in der schwedischen digitalen Signalverarbeitung (DSP)
- Wanhöfer, Harald (* 1960), deutscher Jurist, Präsident des Landesarbeitsgerichts München

### Wani
- Wani, Mansukh C. (1925–2020), indisch-US-amerikanischer Chemiker
- Wani-Noah, Beatrice (* 1959), südsudanesische Diplomatin und Politikerin
- Wania, Dominik (* 1981), polnischer Jazzmusiker (Piano, Komposition)
- Wania, Frank (* 1964), Umweltchemiker und Hochschullehrer
- Waniczek, Damian (* 1981), polnischer Naturbahnrodler
- Waniczek, Karolina (* 1983), polnische Naturbahnrodlerin
- Waniczek, Natalia (* 1991), polnische Naturbahnrodlerin
- Wanié, András (1911–1976), ungarischer Schwimmer
- Wanié, Rezső (1908–1986), ungarischer Schwimmer
- Waniek, Henryk (* 1942), polnischer Maler, Bühnenbildner, Schriftsteller, Kunstkritiker und Essayist
- Waniek, Herbert (1897–1949), österreichischer Regisseur und Schauspieler
- Waniek, Josef, deutscher Basketballspieler
- Waniek, Marilyn (* 1946), amerikanische Lyrikerin, Kinderbuchautorin, Übersetzerin und Literaturwissenschaftlerin
- Wanifatjew, Alexander Gerassimowitsch (1906–1970), sowjetischer Vizeadmiral
- Wanin, Feodossi Karpowitsch (1914–2009), sowjetischer Langstreckenläufer
- Waning, Kees van (1861–1929), niederländischer Landschafts- und Marinemaler
- Waninger, Carl (1882–1961), deutscher Maschinenbauingenieur, Waffenkonstrukteur und Manager in der Rüstungsindustrie
- Waningus, Adliger, königlicher Beamter unter Chlothar III., Klostergründer, Mönch und Abt
- Waniołka, Franciszek (1912–1971), polnischer Politiker (PZPR), Vize-Ministerpräsident
- Wanit Jaisaen (* 1992), thailändischer Fußballspieler
- Wanitschek, Alexander (* 1990), österreichischer Handballspieler
- Wanitschka, Petra (1966–2015), deutsche Hörfunkmoderatorin
- Wanitschka, Roland (* 1959), deutscher Lyriker und Politiker (DKP)
- Wanitschke, Vinzenz (1932–2012), deutscher Bildhauer
- Wanitzek, Marvin (* 1993), deutscher FußballspielerMarvin Wanitzek (* 1993)

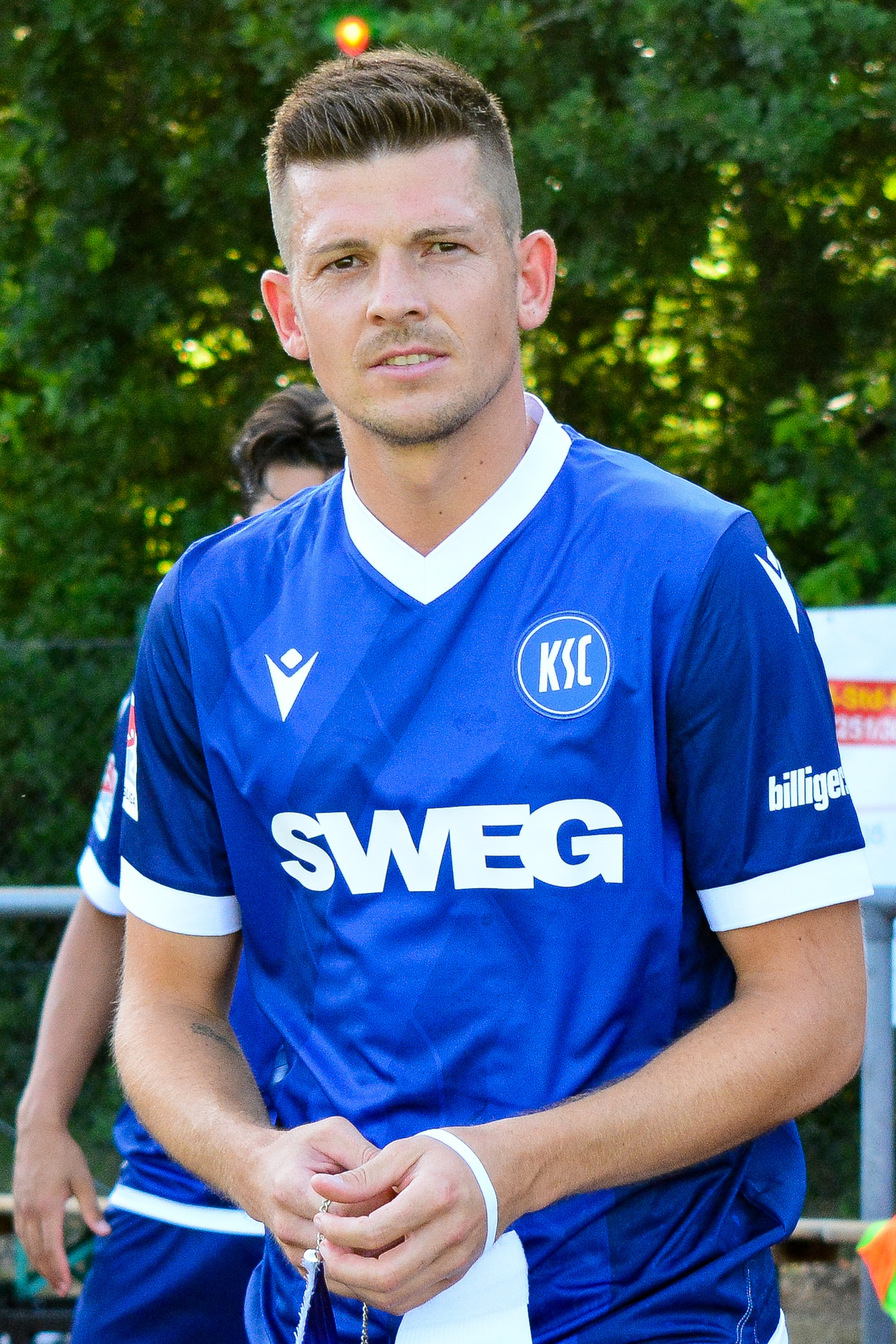
Marvin Wanitzek (* 1993)

### Wanj
- Wanja, Iwa (1905–1991), bulgarische Sängerin, Schauspielerin und Drehbuchautorin
- Wanja, Lutz (* 1956), deutscher Schwimmer
- Wanjala, Carolyne, kenianische Fußballschiedsrichterin
- Wanjan, Georgi (1963–2021), armenischer Menschenrechtler und Friedensaktivist
- Wanjeck, Ewald (1846–1925), deutscher Jurist und Reichsgerichtsrat
- Wanjiku, Samuel Ndungu (* 1988), kenianischer Langstreckenläufer
- Wanjiru, Daniel Kinyua (* 1992), kenianischer Langstreckenläufer
- Wanjiru, Florence (* 1959), kenianische Leichtathletin
- Wanjiru, Mercy (* 1993), kenianische Hindernisläuferin
- Wanjiru, Rosemary (* 1994), kenianische Langstreckenläuferin
- Wanjiru, Ruth (* 1981), kenianische Langstreckenläuferin
- Wanjiru, Samuel Kamau (1986–2011), kenianischer Leichtathlet
- Wanjohi, Isaac Macharia (* 1978), kenianischer Marathonläufer
- Wanjura, Marlies (1945–2024), deutsche Kommunalpolitikerin (CDU), MdA und Bürgermeisterin des Berliner Bezirks Reinickendorf

### Wank
- Wank, Andreas (* 1988), deutscher SkispringerAndreas Wank (* 1988)

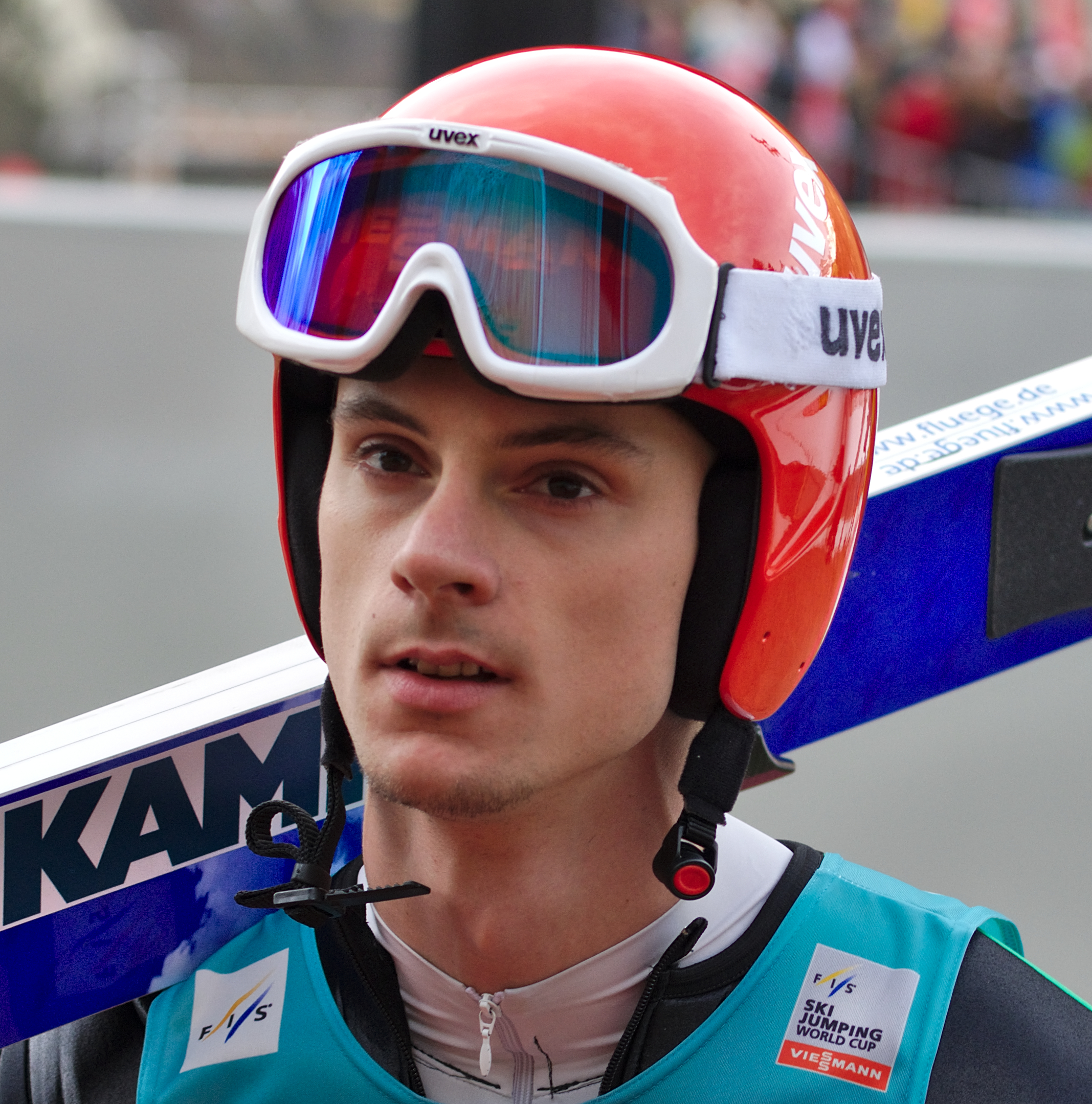
Andreas Wank (* 1988)

- Wank, Bruno (* 1961), deutscher Bildhauer
- Wank, Hans-Joachim (* 1951), deutscher Fußballspieler
- Wank, Hugo (1905–1988), österreichischer Baumeister
- Wank, Lukas (* 1997), deutscher Basketballspieler auf der Position des Flügelspielers
- Wank, Martin (1928–2000), deutscher Bildhauer und Bronzegießer
- Wank, Rolf (* 1943), deutscher Rechtswissenschaftler
- Wank, Veit (* 1963), deutscher Sportwissenschaftler und Hochschullehrer
- Wanka, Andrea (* 1981), deutsche Sonderpädagogin und Hochschullehrerin mit Schwerpunkt Taubblindheit
- Wanka, Gert (* 1951), deutscher Hochschullehrer, Professor für Angewandte Mathematik
- Wanka, Günther (1913–1986), deutscher Koch
- Wanka, Irina (* 1961), deutsch-österreichische Schauspielerin und Synchronsprecherin
- Wanka, Johanna (* 1951), deutsche Politikerin (CDU), MdL, Ministerin in Brandenburg und Niedersachsen sowie in der BundesregierungJohanna Wanka (* 1951)

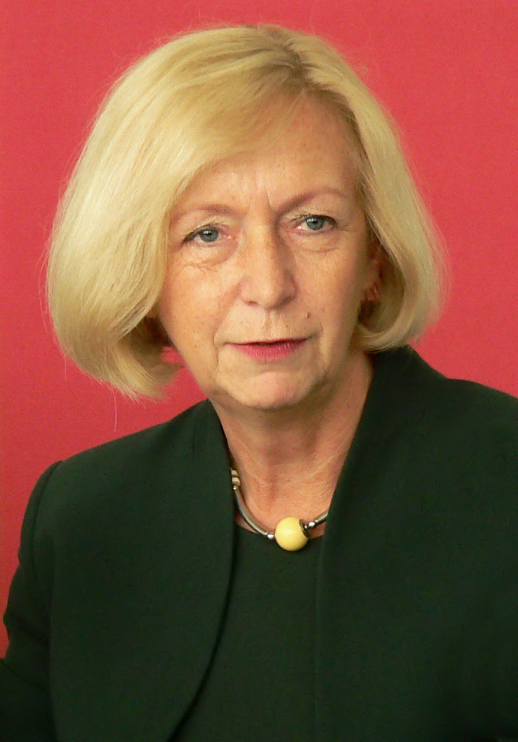
Johanna Wanka (* 1951)

- Wanka, Richard (* 1936), deutscher Beamter, Präsident des Landesarbeitsamtes (LAA) Bayern
- Wanka, Rolf (1901–1982), österreichischer Schauspieler
- Wanke, Alice (1873–1939), österreichische Illustratorin, Grafikerin, Malerin und Kunstgewerblerin
- Wanke, Beate (* 1953), deutsche Schauspielerin
- Wanke, Christina, deutsche Drehbuchautorin und Dramaturgin
- Wanké, Daouda Malam (1954–2004), nigrischer Offizier und Staatschef von Niger
- Wanke, Gerold (1927–1976), deutscher Schauspieler
- Wänke, Heinrich (1928–2015), österreichischer Chemiker
- Wanke, Joachim (* 1941), deutscher katholischer Bischof
- Wanke, Johannes (1923–2005), österreichischer Maler und Graphiker
- Wanke, Klaus (1933–2011), deutscher Mediziner
- Wanke, Otto (* 1989), tschechischer Komponist und Musikforscher
- Wanke, Paul (* 1926), deutscher Handballspieler
- Wanke, Robert (1896–1962), deutscher Chirurg und Hochschullehrer
- Wanke, Sebastian (* 1986), deutscher Kommunikationsdesigner
- Wanke, Sylvia (* 1952), deutsche Bildhauerin und Szenografin
- Wanke, Uwe (* 1962), deutscher Politiker (AfD), MdL
- Wankel, Felix (1902–1988), deutscher Maschinenbauer und Erfinder des WankelmotorsFelix Wankel (1902–1988)

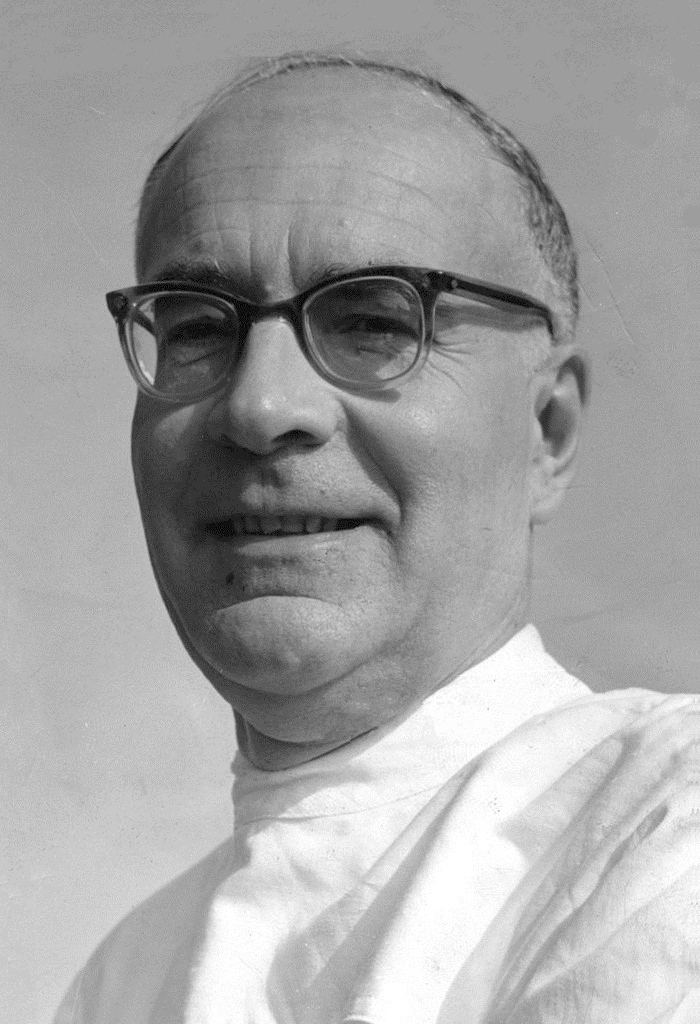
Felix Wankel (1902–1988)

- Wankel, Heinrich (1821–1897), böhmischer Arzt, Prähistoriker und Speläologe
- Wankel, Hermann (1928–1997), deutscher Klassischer Philologe und Hochschullehrer
- Wankel, Johann († 1609), Abt des Klosters Schlüchtern
- Wankel, Katti (1897–1992), norwegische Herausgeberin
- Wankel, Marius (* 1996), deutscher Jazzmusiker (Schlagzeug)
- Wankel, Michael Konrad (1749–1834), deutscher Politiker und Abgeordneter des Bayerischen Landtags
- Wankelmod, Catharina († 1604), Opfer der Hexenverfolgung in Mecklenburg
- Wankelmut (* 1987), deutscher DJ und Musikproduzent
- Wänker von Dankenschweil, Anton Xaver Regalat (1747–1821), Jurist, Kaufmann der ersten Gilde und Armeelieferant
- Wanker, Erich (* 1965), österreichischer Biotechnologe
- Wanker, Ferdinand Geminian (1758–1824), deutscher katholischer Moraltheologe
- Wanker, Michael (* 1976), deutscher Schauspieler und Synchronsprecher
- Wankiewicz, Olga (* 2003), polnische Radsportlerin
- Wanklyn, Jan (* 1958), australische Triathletin
- Wankmüller, Armin (1924–2016), deutscher Apotheker und Pharmaziehistoriker
- Wankmüller, Manfred (1924–1988), deutscher Schriftsteller und Journalist
- Wanko, Ernest (1934–2015), kamerunischer Leichtathlet und Sportfunktionär
- Wanko, Martin G. (* 1970), österreichischer Schriftsteller
- Wańkowicz, Melchior (1892–1974), polnischer Journalist und Schriftsteller
- Wańkowicz, Walenty (1799–1842), polnischer Maler
- Wankowitsch, Jan-Edward († 1899), belarussischer Revolutionär
- Wankum, Andreas C. (* 1955), deutscher Unternehmer und Politiker (CDU), MdHBAndreas C. Wankum (* 1955)

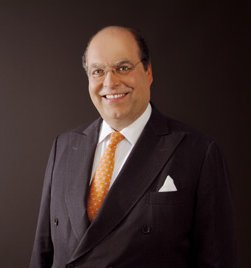
Andreas C. Wankum (* 1955)

- Wankum, Carel van (1896–1961), niederländischer Ruderer

### Wanl
- Wanlass, Frank (1933–2010), US-amerikanischer Elektrotechniker
- Wanli (1563–1620), chinesischer Kaiser aus der Ming-DynastieWanli (1563–1620)

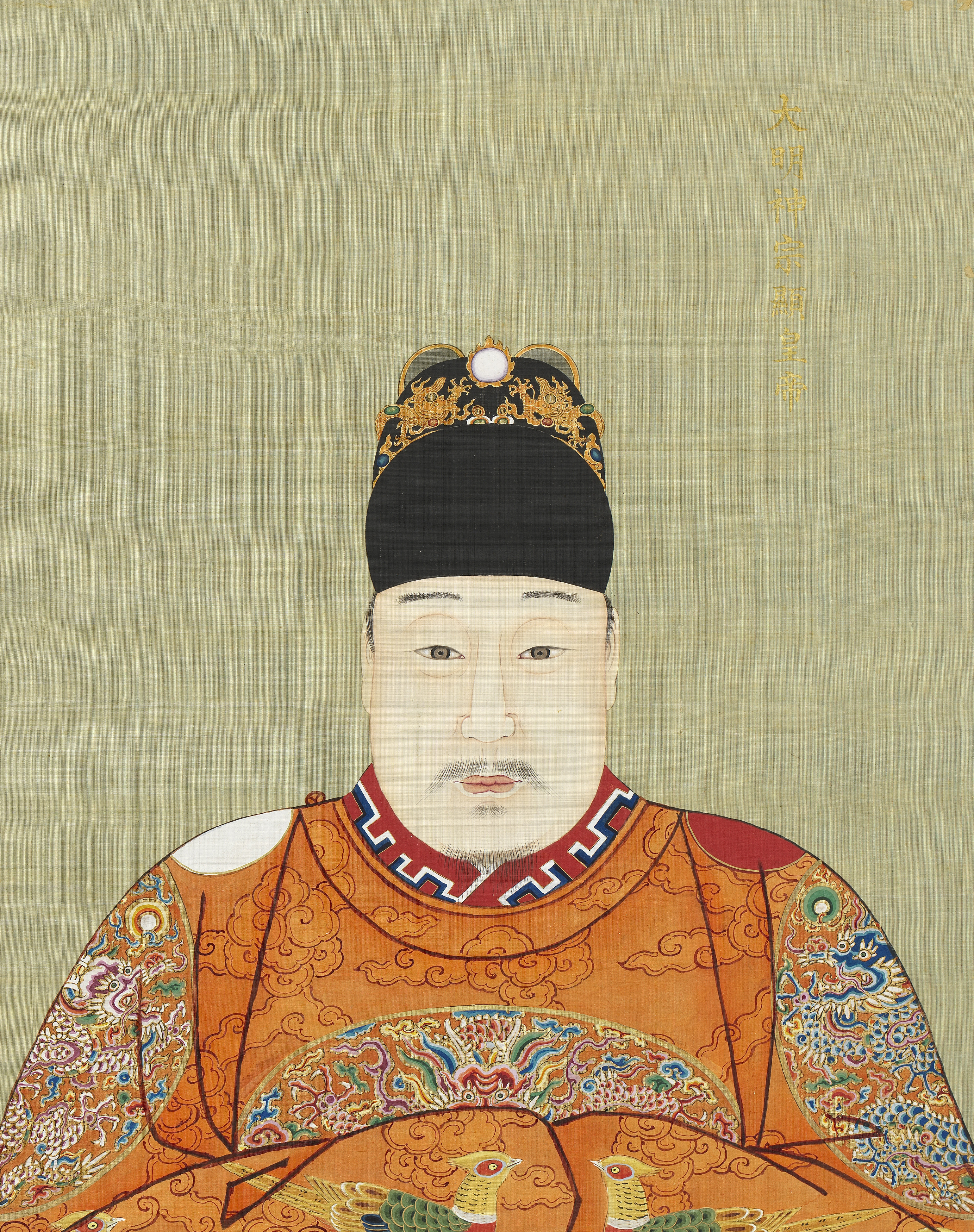
Wanli (1563–1620)

- Wanlî, Îsmet Şerîf (1924–2011), kurdischer Politiker und Hochschullehrer
- Wanlim, Jessalyn (* 1982), kanadische Filmschauspielerin
- Wanlop Saechio (* 1986), thailändischer Fußballspieler
- Wänlund, Olle (1923–2009), schwedischer Radrennfahrer

### Wanm
- Wanmai Setthanan (* 1986), thailändischer Fußballspieler

### Wann
- Wann, Alpha (* 1989), französischer Rapper
- Wann, Sigmund († 1469), Stiftungsgründer und Stifter
- Wannagat, Detlev (* 1958), deutscher Klassischer Archäologe
- Wannagat, Georg (1916–2006), deutscher Jurist, Präsident des Bundessozialgerichts
- Wannagat, Ulrich (1923–2003), deutscher Chemiker
- Wannamaker, Ian (* 1981), kanadisch-neuseeländischer Eishockeyspieler
- Wannamaker, Lewis W. (1923–1983), US-amerikanischer Mikrobiologe und Facharzt für Pädiatrie
- Wannaphon Buspakom (* 1989), thailändischer Fußballspieler
- Wannberg, Kenneth (1930–2022), US-amerikanischer Komponist, Dirigent und Tontechniker
- Wanne, Daniela (* 1994), schwedische Handballspielerin
- Wanne, Hampus (* 1993), schwedischer Handballspieler
- Wannek, Antonio (* 1979), deutscher SchauspielerAntonio Wannek (* 1979)
- Wannemacher, Karl (* 1951), deutscher Koch

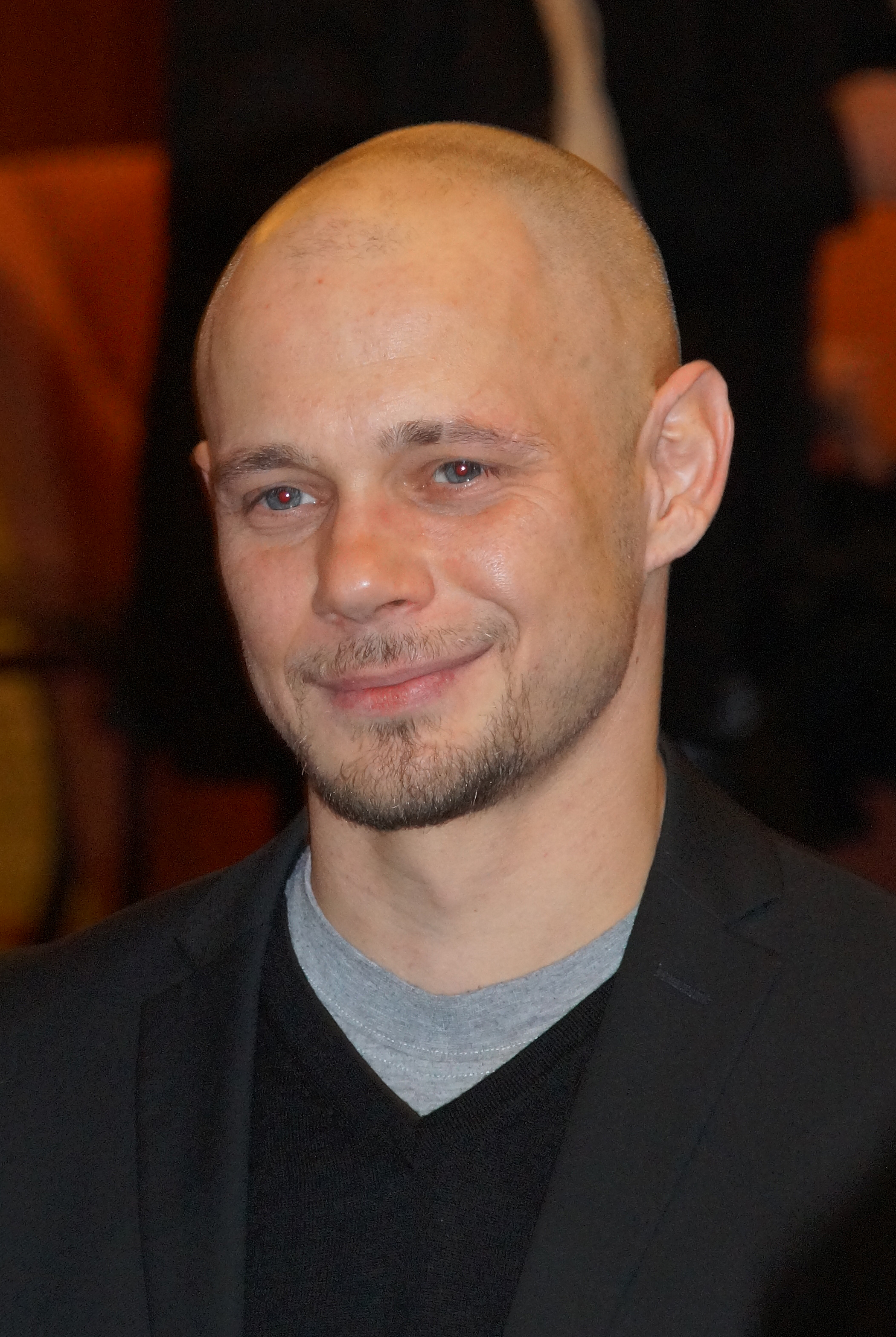
Antonio Wannek (* 1979)

- Wannemacher, Klaus (* 1972), deutscher Organisationsberater und Publizist
- Wannemacher, Wilhelm (1927–2023), deutscher Pädagoge und Heimatforscher
- Wannenmacher, Eugen (1897–1974), deutscher Zahnarzt und Hochschullehrer
- Wannenmacher, Eva (* 1971), Schweizer Fernsehmoderatorin
- Wannenmacher, Fábián (1882–1967), ungarischer Architekt
- Wannenmacher, Johannes, Schweizer Komponist der Renaissance
- Wannenmacher, Joseph (1722–1780), schwäbischer Barockmaler und Freskant
- Wannenmacher, Martin, deutscher Kunstschreiner
- Wannenmacher, Michael (1938–2015), deutscher Mediziner und Strahlentherapeut
- Wannenmacher, Richard (1923–1995), Schweizer Maler
- Wannenwetsch, Bernd (* 1959), deutscher evangelischer Theologe
- Wannenwetsch, Stefan (* 1992), deutscher Fußballspieler
- Wanner, Atreus (1852–1938), US-amerikanischer Paläontologe
- Wanner, August (1886–1970), Schweizer Maler und Bildhauer
- Wanner, Christian (* 1947), Schweizer Politiker (FDP)
- Wanner, Christoph (* 1971), deutscher Korrespondent, Reporter und Dokumentarfilmer
- Wanner, Ernst (1917–2002), deutscher Maler
- Wanner, Florian (* 1978), deutscher Judoka
- Wanner, Franz (* 1975), deutscher Künstler
- Wanner, Fritz (1896–1989), deutscher Verwaltungsjurist
- Wanner, Gerhard (1939–2020), deutscher Fußballspieler
- Wanner, Gerhard (* 1939), österreichischer Historiker, Kunsthistoriker und Geograph
- Wanner, Gerhard (* 1942), österreichischer Mathematiker
- Wanner, Gustaf Adolf (1911–1984), Schweizer Historiker und Journalist
- Wanner, Hans (1905–1996), Schweizer Germanist und Chefredaktor des Schweizerischen Idiotikons
- Wanner, Hans-Urs (1933–2019), Schweizer Arbeits- und Umweltwissenschaftler
- Wanner, Heinz (* 1945), Schweizer Klimatologe
- Wanner, Hilde (* 1961), österreichische Politikerin (SPÖ), Abgeordnete zum Salzburger Landtag
- Wanner, Hyun (* 1975), deutscher Schauspieler und Gastronom
- Wanner, Jakob Friedrich (1830–1903), Architekt
- Wanner, Jannik (* 1999), deutscher Fußballspieler
- Wanner, Johann (1919–1942), österreichischer Widerstandskämpfer gegen das NS-Regime
- Wanner, Johann (* 1939), Schweizer Unternehmer (Weihnachtsschmuck)
- Wanner, Johannes (1878–1959), deutscher Geologe und Paläontologe
- Wanner, Klaudia (* 1967), österreichische Zeichnerin
- Wanner, Klaus Theodor (* 1954), deutscher Chemiker und Hochschullehrer für Pharmazeutische Chemie
- Wanner, Levin (* 2000), Schweizer Handballspieler
- Wanner, Martin-Christoph (* 1948), deutscher Ingenieur und Professor für Fertigungstechnik
- Wanner, Maximilian (1855–1933), deutscher Architekt
- Wanner, Michael (* 1952), deutscher Eishockeyspieler
- Wanner, Michael (* 1964), österreichischer Politiker (SPÖ)
- Wanner, Otto (1919–2004), deutscher Kommunalpolitiker und Eishockeyfunktionär
- Wanner, Paul (1895–1990), deutscher Schriftsteller
- Wanner, Paul (* 2005), deutsch-österreichischer Fußballspieler
- Wanner, Rosi (* 1961), deutsche Autorin
- Wanner, Rudolf (* 1951), österreichischer Skispringer
- Wanner, Samuel (1853–1911), Schweizer Politiker und Unternehmer
- Wanner, Theodor (1875–1955), deutscher Unternehmer, Wissenschaftsförderer und Museumsleiter
- Wanner, Zukiswa (* 1976), südafrikanische Schriftstellerin
- Wannhoff, Ullrich (* 1952), deutscher Maler und Grafiker
- Wanni, Samson Sabit (* 1946), sudanesischer Gewichtheber
- Wannicke, Achim (* 1950), deutscher Dichter
- Wannier, Gregory (1911–1983), Schweizer Physiker
- Wannikow, Boris Lwowitsch (1897–1962), russischer Ingenieur und Politiker
- Wanning, Johannes (* 1537), niederländischer Kapellmeister und Komponist in Danzig
- Wanninger, Biggi (* 1955), deutsche Schauspielerin, Kabarettistin, Sängerin, Hörspiel- und FernsehsprecherinBiggi Wanninger (* 1955)

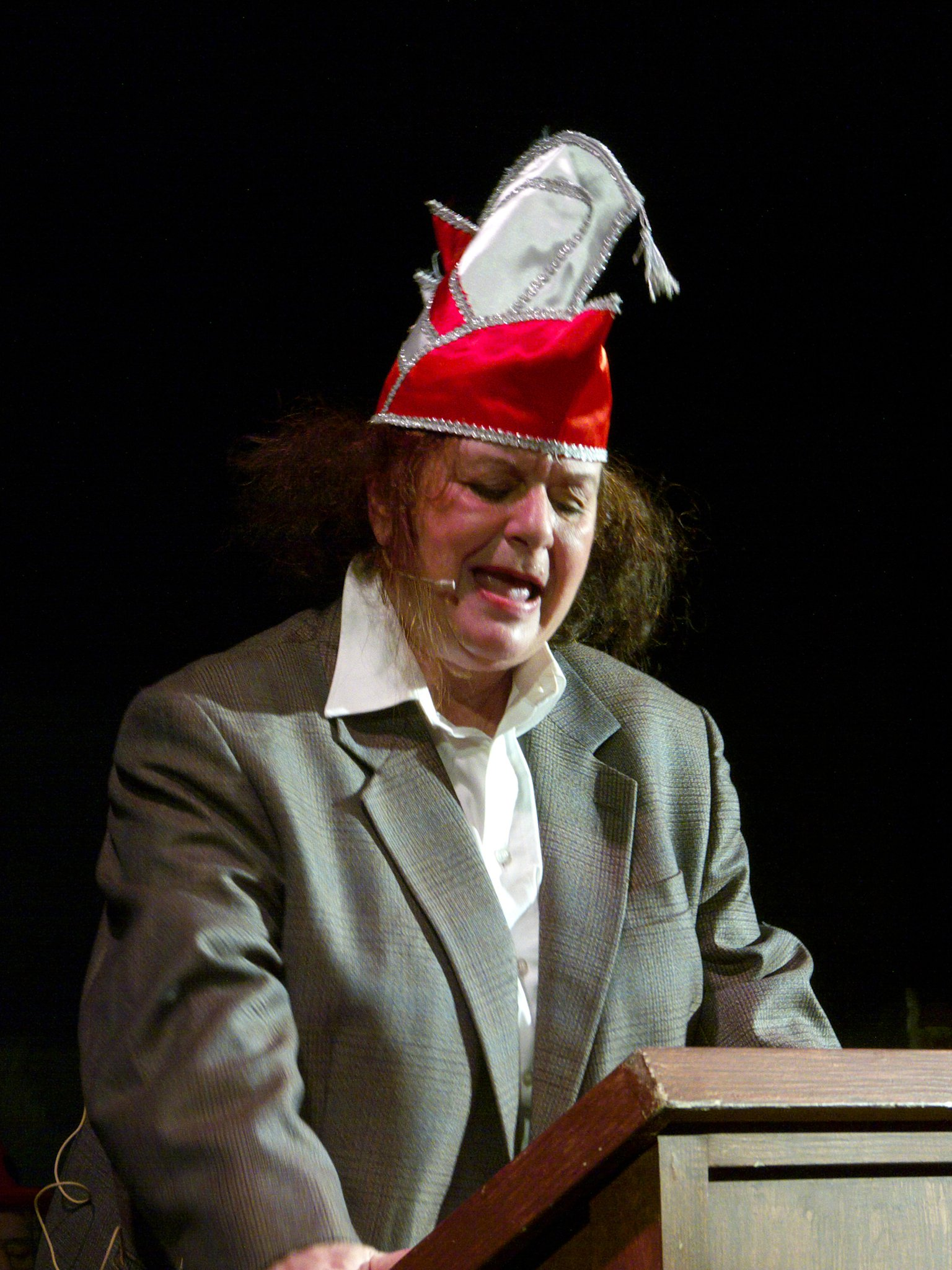
Biggi Wanninger (* 1955)

- Wanninger, Christian (* 1981), deutscher Skirennläufer
- Wanninger, Franziska (* 1982), deutsche Kabarettistin und SchauspielerinFranziska Wanninger (* 1982)

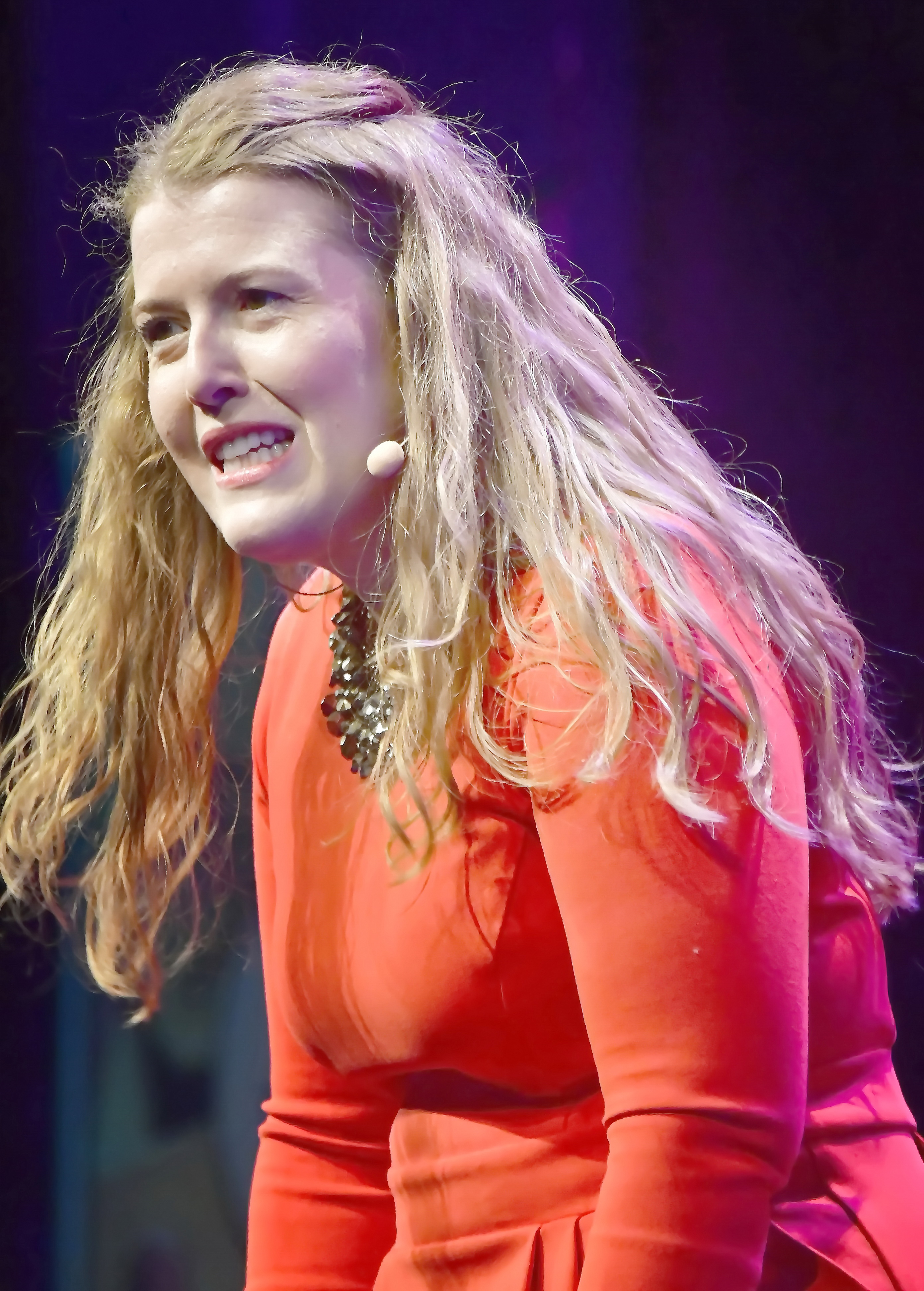
Franziska Wanninger (* 1982)

- Wanninger, Klaus (* 1953), deutscher Schriftsteller und Religionslehrer
- Wanniski, Jude (1936–2005), US-amerikanischer politischer Ökonom, Publizist und Journalist
- Wannous, Dima (* 1982), syrische Schriftstellerin, politische Aktivistin und Übersetzerin für französische und arabische Literatur
- Wannous, Saadallah (1941–1997), syrischer Dramatiker
- Wannow, Kurt (1886–1962), deutscher Anwalt und Betrüger
- Wannow, Nelly-Marianne (1934–2020), deutsche Diplomatin
- Wannowski, Pjotr Semjonowitsch (1822–1904), russischer Offizier und Staatsmann
- Wännström, Sebastian (* 1991), schwedischer Eishockeyspieler

### Wano
- Wanok, Sanctus Lino (* 1957), ugandischer Geistlicher, römisch-katholischer Bischof von Lira

### Wanr
- Wanradt, Simon († 1567), deutscher Geistlicher und Reformator

### Wans
- Wans, Paul (* 1957), deutscher Maler und Künstler
- Wansa (1917–2015), yesidische Prinzessin
- Wansakda Kaoboon (* 2005), thailändischer Fußballspieler
- Wansart, Yvonne (* 1974), deutsche Judoka
- Wansbrough, Henry (* 1934), britischer Benediktiner und Bibelwissenschaftler
- Wansbrough, John (1928–2002), US-amerikanischer Historiker, Orientalist
- Wansch, Alfred (* 1960), österreichischer Politiker (FPÖ), Landtagsabgeordneter
- Wansch, Otto (1928–2019), österreichischer Ordensgeistlicher, Salesianer Don Boscos, Philosoph
- Wansch, Thomas (* 1960), deutscher Politiker (SPD), MdL
- Wanschaff, Karl (1775–1848), deutscher Möbeltischler
- Wanschap, Helmut (1911–1987), deutscher Maler
- Wanscharīsī, al-, maghrebinischer islamischer Theologe und Rechtsgelehrter
- Wanschenkin, Konstantin Jakowlewitsch (1925–2012), sowjetischer bzw. russischer Autor und Dichter
- Wanscher, Ole (1903–1985), dänischer Architekt und Designer
- Wanser, Luise (* 1997), deutsche Seglerin
- Wansi, Daniel (1982–2024), kamerunischer Fußballspieler
- Wansierski, Bruno (1904–1994), deutscher Politoffizier (SED) und Vizeadmiral
- Wansing Lorrio, Mateo (* 1997), deutscher Schauspieler
- Wansing, Heinrich (* 1963), deutscher Philosoph und Logiker
- Wański, Jan Nepomuk, polnischer Komponist
- Wanski, Kurt (1922–2012), deutscher Maler
- Wansleben, Arthur (1861–1917), deutscher Landschaftsmaler der Düsseldorfer Schule
- Wansleben, Klaus (1925–2023), deutscher Ingenieur und Zen-Lehrer
- Wansleben, Martin (* 1958), deutscher WirtschaftsfunktionärMartin Wansleben (* 1958)

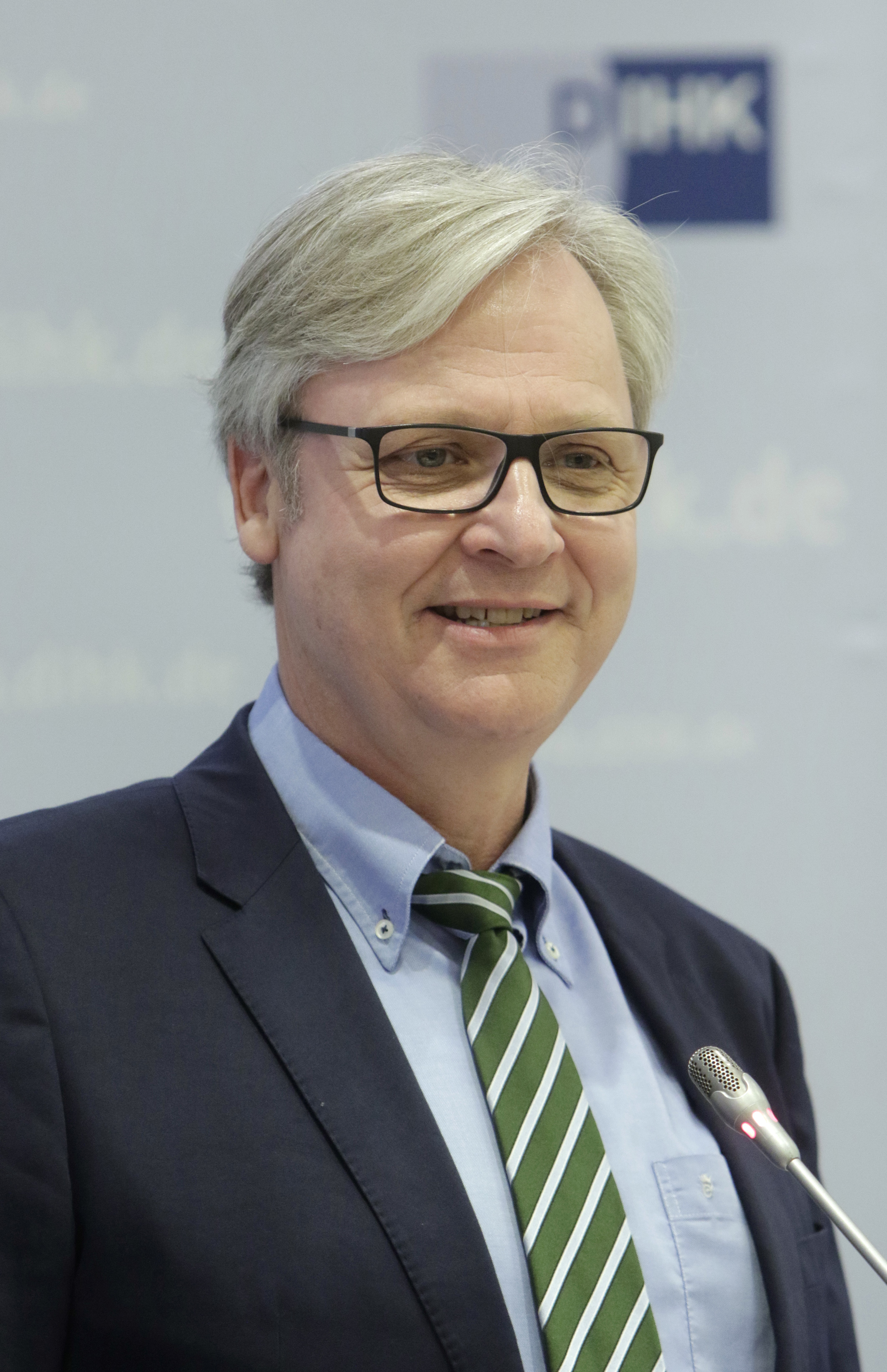
Martin Wansleben (* 1958)

- Wansner, Kurt (* 1947), deutscher Politiker (CDU), MdA
- Wanstall, Norman (* 1935), britischer Tongestalter und Filmeditor
- Wanstrath, Chris (* 1985), US-amerikanischer Unternehmer, Programmierer
- Wänström, Frid (1905–1988), schwedischer Flugzeugkonstrukteur

### Want
- Want, Vincent van der (* 1985), niederländischer Ruderer
- Wanta, Alois (1908–1944), deutscher römisch-katholischer Ordensbruder, Steyler Missionar und Märtyrer
- Wantalowicz, Oskar Emil (1865–1946), österreichischer Schriftsteller
- Wantenaar, Gérard (1886–1951), niederländischer Ordensgeistlicher, römisch-katholischer Apostolischer Vikar von Basankusu
- Wantenaar, Mathilde (* 1993), niederländische Komponistin
- Wantenaar, Ronan (* 2001), namibischer Schwimmer
- Wanthana Chaisawan (* 1990), thailändischer Fußballspieler
- Wäntig, Karl Heinrich (1843–1917), deutscher Ministerialbeamter und Politiker, MdL (Königreich Sachsen)
- Wäntig, Paul (1846–1927), deutscher Unternehmer und Politiker (NLP), MdL (Königreich Sachsen)
- Wanting, Liu (* 1989), chinesische Tennisspielerin
- Wanting, Mira (1978–2012), dänische Schauspielerin
- Wantoch, Susanne (1912–1959), österreichische Schriftstellerin
- Wantoch-Rekowski, Franz von (1851–1929), deutscher Diplomat
- Wanton, John (1672–1740), britischer Politiker und Offizier
- Wanton, Joseph junior (1730–1780), britischer Loyalist, Händler und Politiker
- Wantuch, Myroslaw (* 1939), ukrainischer Choreograf
- Wantuła, Andrzej (1905–1976), lutherischer Theologe und Bischof in Polen
- Wantula, Kathinka (* 1967), deutsche Schriftstellerin
- Wantulok, Mateusz (* 1987), polnischer Nordischer Kombinierer
- Wantzel, Pierre (1814–1848), französischer Mathematiker

### Wanv
- Wanvig, Kyle (* 1981), kanadischer Eishockeyspieler
- Wanvoun, Loth (* 2001), beninischer Fußballspieler

### Wany
- Wanyama, Victor (* 1991), kenianischer Fußballspieler
- Wanyoike, Henry (* 1974), kenianischer Langstreckenläufer
- Wanyonyi, Emmanuel (* 2004), kenianischer MittelstreckenläuferEmmanuel Wanyonyi (* 2004)

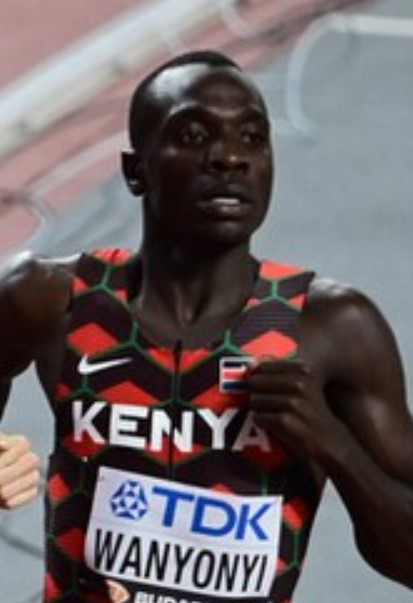
Emmanuel Wanyonyi (* 2004)

### Wanz
- Wanz (* 1968), US-amerikanischer R&B-, Soul-, Hip-Hop- und Popsänger
- Wanz, Otto (1943–2017), österreichischer Boxer, Ringer, Wrestler und Schauspieler
- Wanzek, Patrick (* 1983), deutscher Politiker (SPD), MdL
- Wanzenried, Gottlieb (1906–1993), Schweizer Radrennfahrer
- Wanzer, Bobby (1921–2016), US-amerikanischer Basketballspieler und -trainer
- Wanzke, Leo (* 1905), deutscher Gewerkschafter
- Wanzl, Rudolf (1924–2011), deutscher Unternehmer
- Wanzlick, Daniel Friedrich (1819–1877), Schulze, Kommunalpolitiker
- Wanzlick, Hans-Werner (1917–1988), deutscher Chemiker
- Wanzlick, Jürgen (* 1945), deutscher Radsportler und DDR-Meister im Radsport
- Wanzo, Mel (1930–2005), US-amerikanischer Jazz-Posaunist